# British Academy Film Award

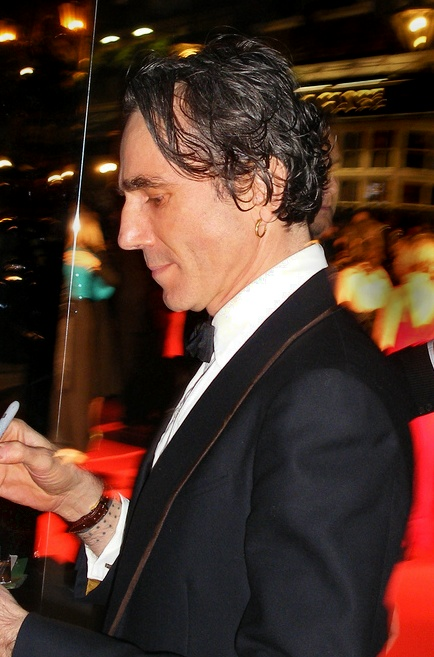
Daniel Day-Lewis (driemalig winnaar van de BAFTA voor beste acteur in een hoofdrol) bij de uitreiking van de BAFTA's in 2008

De British Academy Film Award of BAFTA Award is een Britse filmprijs die sinds 1948 jaarlijks in verschillende categorieën wordt uitgereikt door de British Academy of Film and Television Arts (BAFTA). De ceremonie werd oorspronkelijk in april of mei gehouden maar vindt sinds 2002 in februari plaats, vóór de uitreiking van de Oscars.
Voor 2008 vond de prijsuitreiking plaats in de bioscoop Odeon Leicester Square in Londen. Van 2008 tot en met 2016 werd de prijsuitreiking gehouden in het Royal Opera House. Vand 2017 tot 2022 vond de uitreiking plaats in de Royal Albert Hall. Sinds 2023 vindt de uitreiking plaats in de Royal Festival Hall.

## Gerelateerde prijzen
Naast de British Academy Film Awards reikt de BAFTA in een aparte ceremonie ook een reeks televisieprijzen uit, de British Academy Television Awards. De Schotse en Welshe takken van BAFTA, respectievelijk BAFTA Scotland en BAFTA Cymru, reiken ieder een aparte reeks film- en televisieprijzen uit, de British Academy Scotland Awards (voorheen bekend als de BAFTA Scotland Awards) en de British Academy Cymru Awards. De Amerikaanse tak BAFTA Los Angeles reikt jaarlijks de Britannia Awards uit.

## Winnaars

### Beste film
| Jaar                                              | Film                                   | Regisseur(s) | Producer(s) |
| ------------------------------------------------- | -------------------------------------- | --- | ----------- |
| 1947                                              |                                        | |             |
| The Best Years of Our Lives                       | William Wyler                          | Samuel Goldwyn |             |
| 1948                                              |                                        | |             |
| Hamlet                                            | Laurence Olivier                       | Laurence Olivier |             |
| Crossfire                                         | Edward Dmytryk                         | Adrian Scott |             |
| The Fallen Idol                                   | Carol Reed                             | Carol Reed |             |
| Monsieur Vincent                                  | Maurice Cloche                         | George de la Grandière |             |
| The Naked City                                    | Jules Dassin                           | Mark Hellinger |             |
| Paisà                                             | Roberto Rossellini                     | Rod E. Geiger en Roberto Rossellini |             |
| Quattro passi fra le nuvole                       | Alessandro Blasetti                    | Giuseppe Amato |             |
| 1949                                              |                                        | |             |
| Ladri di biciclette                               | Vittorio De Sica                       | Giuseppe Amato |             |
| Berliner Ballade                                  | R.A. Stemmle                           | Alf Teichs |             |
| Ostatni etap                                      |                                        | Wanda Jakubowska |             |
| The Set-Up                                        | Robert Wise                            | Richard Goldstone |             |
| The Third Man                                     | Carol Reed                             | Carol Reed |             |
| The Treasure of the Sierra Madre                  | John Huston                            | Henry Blanke |             |
| The Window                                        | Ted Tetzlaff                           | Frederic Ullman jr. |             |
| 1950                                              |                                        | |             |
| All About Eve                                     | Joseph L. Mankiewicz                   | Darryl F. Zanuck |             |
| The Asphalt Jungle                                | John Huston                            | Arthur Hornblow jr. |             |
| La Belle et la Bête                               | René Clair                             | Salvo D'Angelo |             |
| Intruder in the Dust                              | Clarence Brown                         | Clarence Brown |             |
| The Men                                           | Fred Zinnemann                         | Stanley Kramer |             |
| On the Town                                       | Stanley Donen en Gene Kelly            | Arthur Freed |             |
| Orphée                                            | Jean Cocteau                           | |             |
| 1951                                              |                                        | |             |
| La Ronde                                          | Max Ophüls                             | Ralph Baum en Sacha Gordine |             |
| An American in Paris                              | Vincente Minnelli                      | Arthur Freed |             |
| The Browning Version                              | Anthony Asquith                        | Teddy Baird |             |
| Detective Story                                   | William Wyler                          | William Wyler |             |
| Domenica d'agosto                                 | Luciano Emmer                          | Sergio Amidei |             |
| Fourteen Hours                                    | Henry Hathaway                         | Sol C. Siegel |             |
| Fröken Julie                                      | Alf Sjöberg                            | |             |
| The Lavender Hill Mob                             | Charles Crichton                       | Michael Balcon |             |
| The Magic Box                                     | John Boulting                          | Ronald Neame |             |
| The Magic Garden                                  |                                        | |             |
| The Man in the White Suit                         | Alexander Mackendrick                  | Michael Balcon |             |
| No Resting Place                                  | Paul Rotha                             | Colin Lesslie |             |
| The Red Badge of Courage                          | John Huston                            | Gottfried Reinhardt |             |
| The Small Miracle                                 | Maurice Cloche en Ralph Smart          | Anthony Havelock-Allan |             |
| The Sound of Fury                                 | Cyril Endfield                         | Robert Stillman |             |
| A Walk in the Sun                                 |                                        | |             |
| White Corridors                                   | Pat Jackson                            | John Croydon en Joseph Janni |             |
| Edouard et Caroline                               | Jacques Becker                         | |             |
| 1952                                              |                                        | |             |
| The Sound Barrier                                 | David Lean                             | David Lean |             |
| The African Queen                                 | John Huston                            | Sam Spiegel |             |
| Angels One Five                                   | George More O'Ferrall                  | John W. Gossage en Derek N. Twist |             |
| The Boy Kumasenu                                  | Sean Graham                            | |             |
| Carrie                                            | William Wyler                          | William Wyler |             |
| Casque d'or                                       | Jacques Becker                         | Raymond Hakim en Robert Hakim |             |
| Cry, the Beloved Country                          | Zoltan Korda                           | Zoltan Korda en Alan Paton |             |
| Death of a Salesman                               | László Benedek                         | Stanley Kramer |             |
| Limelight                                         | Charles Chaplin                        | |             |
| Mandy                                             | Alexander Mackendrick en Fred F. Sears | Michael Balcon en Leslie Norman |             |
| Miracolo a Milano                                 | Vittorio De Sica                       | Vittorio De Sica |             |
| Los olvidados                                     | Luis Buñuel                            | Óscar Dancigers, Sergio Kogan en Jaime A. Menasce |             |
| Outcast of the Islands                            | Carol Reed                             | Carol Reed |             |
| Rashomon                                          | Akira Kurosawa                         | Minoru Jingo |             |
| The River                                         | Jean Renoir                            | Kenneth McEldowney en Jean Renoir |             |
| Singin' in the Rain                               | Stanley Donen en Gene Kelly            | Arthur Freed |             |
| A Streetcar Named Desire                          | Elia Kazan                             | Charles K. Feldman |             |
| Viva Zapata!                                      | Elia Kazan                             | Darryl F. Zanuck |             |
| 1953                                              |                                        | |             |
| Jeux interdits                                    | René Clément                           | Robert Dorfmann |             |
| The Bad and the Beautiful                         | Vincente Minnelli                      | John Houseman |             |
| Come Back, Little Sheba                           | Daniel Mann                            | Hal B. Wallis |             |
| The Cruel Sea                                     | Charles Frend                          | Leslie Norman |             |
| Due soldi di speranza                             | Renato Castellani                      | Sandro Ghenzi |             |
| From Here to Eternity                             | Fred Zinnemann                         | Buddy Adler |             |
| Genevieve                                         | Henry Cornelius                        | Henry Cornelius |             |
| The Heart of the Matter                           | George More O'Ferrall                  | Ian Dalrymple |             |
| Julius Caesar                                     | Joseph L. Mankiewicz                   | John Houseman |             |
| The Kidnappers                                    | Philip Leacock                         | Sergei Nolbandov en Leslie Parkyn |             |
| Lili                                              | Charles Walters                        | Edwin H. Knopf |             |
| Il medium                                         | Gian-Carlo Menotti                     | Walther Lowendahl |             |
| Mogambo                                           | John Ford                              | Sam Zimbalist |             |
| Moulin Rouge                                      | John Huston                            | |             |
| Nous sommes tous des assassins                    | André Cayatte                          | François Carron |             |
| Don Camillo                                       | Julien Duvivier                        | |             |
| Roman Holiday                                     | William Wyler                          | William Wyler |             |
| Shane                                             | George Stevens                         | George Stevens |             |
| The Sun Shines Bright                             | John Ford                              | Merian C. Cooper en John Ford |             |
| 1954                                              |                                        | |             |
| Le Salaire de la peur                             | Henri-Georges Clouzot                  | |             |
| The Caine Mutiny                                  | Edward Dmytryk                         | Stanley Kramer |             |
| Carrington V.C.                                   | Anthony Asquith                        | Teddy Baird |             |
| The Divided Heart                                 | Charles Crichton                       | Michael Truman |             |
| Doctor in the House                               | Ralph Thomas                           | Betty E. Box |             |
| Executive Suite                                   | Robert Wise                            | John Houseman |             |
| For Better, for Worse                             | J. Lee Thompson                        | Kenneth Harper |             |
| Hobson's Choice                                   | David Lean                             | David Lean |             |
| How to Marry a Millionaire                        | Jean Negulesco                         | Nunnally Johnson |             |
| Jigokumon                                         | Teinosuke Kinugasa                     | Masaichi Nagata |             |
| The Maggie                                        | Alexander Mackendrick                  | Michael Truman |             |
| The Moon Is Blue                                  | Otto Preminger                         | Otto Preminger |             |
| On the Waterfront                                 | Elia Kazan                             | Sam Spiegel |             |
| Pane, amore e fantasia                            | Luigi Comencini                        | Marcello Girosi |             |
| The Purple Plain                                  | Robert Parrish                         | John Bryan |             |
| Rear Window                                       | Alfred Hitchcock                       | |             |
| Riot in Cell Block 11                             | Don Siegel                             | Walter Wanger |             |
| Aventuras de Robinson Crusoe                      | Luis Buñuel                            | Óscar Dancigers en Henry F. Ehrlich |             |
| Romeo and Juliet                                  | Renato Castellani                      | Sandro Ghenzi en Joseph Janni |             |
| Seven Brides for Seven Brothers                   | Stanley Donen                          | Jack Cummings |             |
| 1955                                              |                                        | |             |
| Richard III                                       | Laurence Olivier                       | Laurence Olivier |             |
| Bad Day at Black Rock                             | John Sturges                           | Dore Schary |             |
| Carmen Jones                                      | Otto Preminger                         | Otto Preminger |             |
| The Colditz Story                                 | Guy Hamilton                           | Ivan Foxwell |             |
| The Dam Busters                                   | Michael Anderson                       | |             |
| East of Eden                                      | Elia Kazan                             | Elia Kazan |             |
| The Ladykillers                                   | Alexander Mackendrick                  | |             |
| Marty                                             | Delbert Mann                           | Harold Hecht |             |
| The Night My Number Came Up                       | Leslie Norman                          | |             |
| The Prisoner                                      | Peter Glenville                        | Vivian Cox |             |
| Shichinin no samurai                              | Akira Kurosawa                         | Sojiro Motoki |             |
| Simba                                             | Brian Desmond Hurst                    | Peter De Sarigny |             |
| La strada                                         | Federico Fellini                       | Dino De Laurentiis en Carlo Ponti |             |
| Summertime                                        | David Lean                             | Ilya Lopert |             |
| 1956                                              |                                        | |             |
| Gervaise                                          | René Clément                           | Annie Dorfmann |             |
| Amici per la pelle                                | Franco Rossi                           | Carlo Civallero |             |
| Baby Doll                                         | Elia Kazan                             | Elia Kazan en Tennessee Williams |             |
| The Battle of the River Plate                     | Michael Powell en Emeric Pressburger   | Michael Powell en Emeric Pressburger |             |
| Le défroqué                                       | Léo Joannon                            | Alain Poiré en Roger Ribadeau-Dumas |             |
| Guys and Dolls                                    | Joseph L. Mankiewicz                   | Samuel Goldwyn |             |
| The Killing                                       | Stanley Kubrick                        | James B. Harris |             |
| The Man Who Never Was                             | Ronald Neame                           | André Hakim |             |
| The Man with the Golden Arm                       | Otto Preminger                         | Otto Preminger |             |
| Picnic                                            | Joshua Logan                           | Fred Kohlmar |             |
| Poprygoenia                                       | Samson Samsonov                        | |             |
| Reach for the Sky                                 | Lewis Gilbert                          | Daniel M. Angel |             |
| Rebel Without a Cause                             | Nicholas Ray                           | David Weisbart |             |
| Cień                                              | Jerzy Kawalerowicz                     | |             |
| Sommarnattens leende                              | Ingmar Bergman                         | Allan Ekelund |             |
| A Town Like Alice                                 | Jack Lee                               | Joseph Janni |             |
| The Trouble with Harry                            | Alfred Hitchcock                       | |             |
| War and Peace                                     | King Vidor                             | Dino De Laurentiis |             |
| Yield to the Night                                | J. Lee Thompson                        | Kenneth Harper |             |
| 1957                                              |                                        | |             |
| The Bridge on the River Kwai                      | David Lean                             | Sam Spiegel |             |
| 12 Angry Men                                      | Sidney Lumet                           | Henry Fonda en Reginald Rose |             |
| 3:10 to Yuma                                      | Delmer Daves                           | David Heilweil |             |
| The Bachelor Party                                | Delbert Mann                           | Harold Hecht |             |
| Celui qui doit mourir                             | Jules Dassin                           | Henri Bérard |             |
| Edge of the City                                  | Martin Ritt                            | David Susskind |             |
| Heaven Knows, Mr. Allison                         | John Huston                            | Buddy Adler en Eugene Frenke |             |
| Pather Panchali                                   | Satyajit Ray                           | |             |
| Paths of Glory                                    | Stanley Kubrick                        | Kirk Douglas, James B. Harris en Stanley Kubrick |             |
| Porte des lilas                                   | René Clair                             | René Clair |             |
| The Prince and the Showgirl                       | Laurence Olivier                       | Laurence Olivier |             |
| The Shiralee                                      | Leslie Norman                          | Michael Balcon en Jack Rix |             |
| That Night!                                       | John Newland                           | Himan Brown |             |
| The Tin Star                                      | Anthony Mann                           | William Perlberg en George Seaton |             |
| Un condamné à mort s'est échappé                  | Robert Bresson                         | Alain Poiré en Jean Thuillier |             |
| Windom's Way                                      | Ronald Neame                           | John Bryan |             |
| 1958                                              |                                        | |             |
| Room at the Top                                   | Jack Clayton                           | James Woolf en John Woolf |             |
| Aparajito                                         | Satyajit Ray                           | Satyajit Ray |             |
| Cat on a Hot Tin Roof                             | Richard Brooks                         | Lawrence Weingarten |             |
| The Defiant Ones                                  | Stanley Kramer                         | Stanley Kramer |             |
| Ice-Cold in Alex                                  | J. Lee Thompson                        | W.A. Whittaker |             |
| Indiscreet                                        | Stanley Donen                          | Stanley Donen |             |
| Letjat zjoeravli                                  | Michail Kalatozov                      | Michail Kalatozov |             |
| No Down Payment                                   | Martin Ritt                            | Jerry Wald |             |
| Le notti di Cabiria                               | Federico Fellini                       | Dino De Laurentiis |             |
| Orders to Kill                                    | Anthony Asquith                        | Anthony Havelock-Allan |             |
| Sea of Sand                                       | Guy Green                              | Robert S. Baker en Monty Berman |             |
| The Sheepman                                      | George Marshall                        | Edmund Grainger |             |
| Smultronstället                                   | Ingmar Bergman                         | |             |
| The Young Lions                                   | Edward Dmytryk                         | Al Lichtman |             |
| 1959                                              |                                        | |             |
| Ben-Hur                                           | William Wyler                          | Sam Zimbalist |             |
| Anatomy of a Murder                               | Otto Preminger                         | Otto Preminger |             |
| Ansiktet                                          | Ingmar Bergman                         | |             |
| The Big Country                                   | William Wyler                          | Gregory Peck en William Wyler |             |
| Compulsion                                        | Richard Fleischer                      | Richard D. Zanuck |             |
| Gigi                                              | Vincente Minnelli                      | Arthur Freed |             |
| Look Back in Anger                                | Tony Richardson                        | Harry Saltzman |             |
| Maigret tend un piège                             | Jean Delannoy                          | J.P. Guibert |             |
| North West Frontier                               | J. Lee Thompson                        | Marcel Hellman |             |
| The Nun's Story                                   | Fred Zinnemann                         | Henry Blanke |             |
| Popiół i diament                                  | Andrzej Wajda                          | |             |
| Sapphire                                          | Basil Dearden                          | Michael Relph |             |
| Some Like It Hot                                  | Billy Wilder                           | Billy Wilder |             |
| Tiger Bay                                         | J. Lee Thompson                        | John Hawkesworth, Leslie Parkyn en Julian Wintle |             |
| Yesterday's Enemy                                 | Val Guest                              | Michael Carreras |             |
| 1960                                              |                                        | |             |
| The Apartment                                     | Billy Wilder                           | Billy Wilder |             |
| The Angry Silence                                 | Guy Green                              | Richard Attenborough en Bryan Forbes |             |
| L'avventura                                       | Michelangelo Antonioni                 | Cino Del Duca, Raymond Hakim, Robert Hakim, Amato Pennasilico en Luciano Perugia                                                                                  |             |
| La dolce vita                                     | Federico Fellini                       | Giuseppe Amato en Angelo Rizzoli |             |
| Elmer Gantry                                      | Richard Brooks                         | Bernard Smith |             |
| Hiroshima mon amour                               | Alain Resnais                          | Anatole Dauman en Samy Halfon |             |
| Inherit the Wind                                  | Stanley Kramer                         | Stanley Kramer |             |
| Let's Make Love                                   | George Cukor                           | Jerry Wald |             |
| Orfeu Negro                                       | Marcel Camus                           | Sacha Gordine |             |
| Never on Sunday                                   | Jules Dassin                           | |             |
| Les Quatre Cents Coups                            | François Truffaut                      | |             |
| Saturday Night and Sunday Morning                 | Karel Reisz                            | Tony Richardson |             |
| Shadows                                           | John Cassavetes                        | Maurice McEndree |             |
| Spartacus                                         | Stanley Kubrick                        | Edward Lewis |             |
| Le testament d'Orphée                             | Jean Cocteau                           | Jean Thuillier |             |
| The Trials of Oscar Wilde                         | Ken Hughes                             | Irving Allen, Albert R. Broccoli en Harold Huth |             |
| Tunes of Glory                                    | Ronald Neame                           | Colin Lesslie |             |
| 1961                                              |                                        | |             |
| Ballada o soldate                                 | Grigori Tsjoechrai                     | M. Tsjernova |             |
| The Hustler                                       | Robert Rossen                          | Robert Rossen |             |
| Apur sansar                                       | Satyajit Ray                           | Satyajit Ray |             |
| The Innocents                                     | Jack Clayton                           | Jack Clayton |             |
| Judgment at Nuremberg                             | Stanley Kramer                         | Stanley Kramer |             |
| The Long and the Short and the Tall               | Leslie Norman                          | Michael Balcon |             |
| Rocco e i suoi fratelli                           | Luchino Visconti                       | Goffredo Lombardo |             |
| The Sundowners                                    | Fred Zinnemann                         | Gerry Blatner |             |
| A Taste of Honey                                  | Tony Richardson                        | Tony Richardson |             |
| Le Trou                                           | Jacques Becker                         | Serge Silberman |             |
| Whistle Down the Wind                             | Bryan Forbes                           | Richard Attenborough |             |
| 1962                                              |                                        | |             |
| Lawrence of Arabia                                | David Lean                             | Sam Spiegel |             |
| L'Année dernière à Marienbad                      | Alain Resnais                          | Pierre Courau en Raymond Froment |             |
| Billy Budd                                        | Peter Ustinov                          | Peter Ustinov |             |
| Le Caporal épinglé                                | Jean Renoir                            | Adry de Carbuccia en Roland Girard |             |
| Dama s sobatsjkoj                                 | Iosif Cheifits                         | |             |
| Hadaka no shima                                   | Kaneto Shindô                          | |             |
| Jules et Jim                                      | François Truffaut                      | |             |
| A Kind of Loving                                  | John Schlesinger                       | Joseph Janni |             |
| The L-Shaped Room                                 | Bryan Forbes                           | Richard Attenborough en James Woolf |             |
| Lola                                              | Jacques Demy                           | Georges de Beauregard en Carlo Ponti |             |
| The Manchurian Candidate                          | John Frankenheimer                     | George Axelrod en John Frankenheimer |             |
| The Miracle Worker                                | Arthur Penn                            | Fred Coe |             |
| Only Two Can Play                                 | Sidney Gilliat                         | Leslie Gilliat |             |
| Phaedra                                           | Jules Dassin                           | Jules Dassin |             |
| Såsom i en spegel                                 | Ingmar Bergman                         | Allan Ekelund |             |
| Tu ne tueras point                                | Claude Autant-Lara                     | Moris Ergas |             |
| Une aussi longue absence                          | Henri Colpi                            | |             |
| West Side Story                                   | Jerome Robbins en Robert Wise          | Robert Wise |             |
| 1963                                              |                                        | |             |
| Tom Jones                                         | Tony Richardson                        | Tony Richardson |             |
| Otto e mezzo                                      | Federico Fellini                       | Angelo Rizzoli |             |
| Billy Liar                                        | John Schlesinger                       | Joseph Janni |             |
| David and Lisa                                    | Frank Perry                            | Paul M. Heller |             |
| Days of Wine and Roses                            | Blake Edwards                          | Martin Manulis |             |
| Divorzio all'italiana                             | Pietro Germi                           | Franco Cristaldi |             |
| Hud                                               | Martin Ritt                            | Irving Ravetch en Martin Ritt |             |
| Nóż w wodzie                                      | Roman Polański                         | Stanisław Zylewicz |             |
| Le quattro giornate di Napoli                     | Nanni Loy                              | Goffredo Lombardo |             |
| The Servant                                       | Joseph Losey                           | Joseph Losey en Norman Priggen |             |
| This Sporting Life                                | Lindsay Anderson                       | Karel Reisz |             |
| To Kill a Mockingbird                             | Robert Mulligan                        | Alan J. Pakula |             |
| 1964                                              |                                        | |             |
| Dr. Strangelove                                   | Stanley Kubrick                        | Stanley Kubrick |             |
| Becket                                            | Peter Glenville                        | Hal B. Wallis |             |
| The Pumpkin Eater                                 | Jack Clayton                           | James Woolf |             |
| The Train                                         | John Frankenheimer                     | Jules Bricken |             |
| 1965                                              |                                        | |             |
| My Fair Lady                                      | George Cukor                           | Jack L. Warner |             |
| Zorba the Greek                                   | Michael Cacoyannis                     | Michael Cacoyannis |             |
| Hamlet                                            | Grigori Kozintsev                      | |             |
| The Hill                                          | Sidney Lumet                           | Kenneth Hyman |             |
| The Knack ...and How to Get It                    | Richard Lester                         | Oscar Lewenstein |             |
| 1966                                              |                                        | |             |
| Who's Afraid of Virginia Woolf?                   | Mike Nichols                           | Ernest Lehman |             |
| Doctor Zhivago                                    | David Lean                             | David Lean en Carlo Ponti |             |
| Morgan: A Suitable Case for Treatment             | Karel Reisz                            | Leon Clore |             |
| The Spy Who Came in from the Cold                 | Martin Ritt                            | Martin Ritt |             |
| 1967                                              |                                        | |             |
| A Man for All Seasons                             | Fred Zinnemann                         | Fred Zinnemann |             |
| Bonnie and Clyde                                  | Arthur Penn                            | Warren Beatty |             |
| In the Heat of the Night                          | Norman Jewison                         | Walter Mirisch |             |
| Un homme et une femme                             | Claude Lelouch                         | |             |
| 1968                                              |                                        | |             |
| The Graduate                                      | Mike Nichols                           | Mike Nichols |             |
| 2001: A Space Odyssey                             | Stanley Kubrick                        | Stanley Kubrick |             |
| Oliver!                                           | Carol Reed                             | John Woolf |             |
| Ostře sledované vlaky                             | Jiří Menzel                            | Zdeněk Oves |             |
| 1969                                              |                                        | |             |
| Midnight Cowboy                                   | John Schlesinger                       | Jerome Hellman |             |
| Oh! What a Lovely War                             | Richard Attenborough                   | Richard Attenborough en Brian Duffy |             |
| Women in Love                                     | Ken Russell                            | Larry Kramer |             |
| Z                                                 | Costa-Gavras                           | |             |
| 1970                                              |                                        | |             |
| Butch Cassidy and the Sundance Kid                | George Roy Hill                        | John Foreman |             |
| Kes                                               | Kenneth Loach                          | Tony Garnett |             |
| M*A*S*H                                           | Robert Altman                          | Ingo Preminger |             |
| Ryan's Daughter                                   | David Lean                             | Anthony Havelock-Allan |             |
| 1971                                              |                                        | |             |
| Sunday Bloody Sunday                              | John Schlesinger                       | Joseph Janni |             |
| The Go-Between                                    | Joseph Losey                           | John Heyman, Denis Johnson en Norman Priggen |             |
| Death in Venice                                   | Luchino Visconti                       | Luchino Visconti |             |
| Taking Off                                        | Miloš Forman                           | Alfred W. Crown |             |
| 1972                                              |                                        | |             |
| Cabaret                                           | Bob Fosse                              | Cy Feuer |             |
| A Clockwork Orange                                | Stanley Kubrick                        | Stanley Kubrick |             |
| The French Connection                             | William Friedkin                       | Philip D'Antoni |             |
| The Last Picture Show                             | Peter Bogdanovich                      | Stephen J. Friedman |             |
| 1973                                              |                                        | |             |
| La Nuit américaine                                | François Truffaut                      | Marcel Berbert |             |
| Le Charme discret de la bourgeoisie               | Luis Buñuel                            | Serge Silberman |             |
| The Day of the Jackal                             | Fred Zinnemann                         | John Woolf |             |
| Don't Look Now                                    | Nicolas Roeg                           | Peter Katz |             |
| 1974                                              |                                        | |             |
| Lacombe Lucien                                    | Louis Malle                            | Louis Malle en Claude Nedjar |             |
| Chinatown                                         | Roman Polański                         | Robert Evans |             |
| The Last Detail                                   | Hal Ashby                              | Gerald Ayres |             |
| Murder on the Orient Express                      | Sidney Lumet                           | John Brabourne en Richard B. Goodwin |             |
| 1975                                              |                                        | |             |
| Alice Doesn't Live Here Anymore                   | Martin Scorsese                        | Audrey Maas en David Susskind |             |
| Barry Lyndon                                      | Stanley Kubrick                        | Stanley Kubrick |             |
| Dog Day Afternoon                                 | Sidney Lumet                           | Martin Bregman en Martin Elfand |             |
| Jaws                                              | Steven Spielberg                       | David Brown en Richard D. Zanuck |             |
| 1976                                              |                                        | |             |
| One Flew Over the Cuckoo's Nest                   | Miloš Forman                           | Michael Douglas en Saul Zaentz |             |
| All the President's Men                           | Alan J. Pakula                         | Walter Coblenz |             |
| Bugsy Malone                                      | Alan Parker                            | Alan Marshall |             |
| Taxi Driver                                       | Martin Scorsese                        | Julia Phillips en Michael Phillips |             |
| 1977                                              |                                        | |             |
| Annie Hall                                        | Woody Allen                            | Charles H. Joffe en Jack Rollins |             |
| A Bridge Too Far                                  | Richard Attenborough                   | Joseph E. Levine en Richard P. Levine |             |
| Network                                           | Sidney Lumet                           | Howard Gottfried |             |
| Rocky                                             | John G. Avildsen                       | Robert Chartoff en Irwin Winkler |             |
| 1978                                              |                                        | |             |
| Julia                                             | Fred Zinnemann                         | Richard Roth |             |
| Close Encounters of the Third Kind                | Steven Spielberg                       | Julia Phillips en Michael Phillips |             |
| Midnight Express                                  | Alan Parker                            | Alan Marshall en David Puttnam |             |
| Star Wars                                         | George Lucas                           | Gary Kurtz |             |
| 1979                                              |                                        | |             |
| Manhattan                                         | Woody Allen                            | Charles H. Joffe |             |
| Apocalypse Now                                    | Francis Coppola                        | Francis Coppola |             |
| The China Syndrome                                | James Bridges                          | Michael Douglas |             |
| The Deer Hunter                                   | Michael Cimino                         | Michael Cimino, Michael Deeley, John Peverall en Barry Spikings                                                                                                   |             |
| 1980                                              |                                        | |             |
| The Elephant Man                                  | David Lynch                            | Jonathan Sanger |             |
| Being There                                       | Hal Ashby                              | Andrew Braunsberg |             |
| Kagemusha                                         | Akira Kurosawa                         | Akira Kurosawa en Tomoyuki Tanaka |             |
| Kramer vs. Kramer                                 | Robert Benton                          | Stanley R. Jaffe |             |
| 1981                                              |                                        | |             |
| Chariots of Fire                                  | Hugh Hudson                            | David Puttnam |             |
| Atlantic City                                     | Louis Malle                            | Denis Héroux |             |
| The French Lieutenant's Woman                     | Karel Reisz                            | Leon Clore |             |
| Gregory's Girl                                    | Bill Forsyth                           | Davina Belling en Clive Parsons |             |
| Raiders of the Lost Ark                           | Steven Spielberg                       | Frank Marshall |             |
| 1982                                              |                                        | |             |
| Gandhi                                            | Richard Attenborough                   | Richard Attenborough |             |
| E.T. the Extra-Terrestrial                        | Steven Spielberg                       | Steven Spielberg en Kathleen Kennedy |             |
| Missing                                           | Costa-Gavras                           | Edward Lewis en Mildred Lewis |             |
| On Golden Pond                                    | Mark Rydell                            | Bruce Gilbert |             |
| 1983                                              |                                        | |             |
| Educating Rita                                    | Lewis Gilbert                          | Lewis Gilbert |             |
| Heat and Dust                                     | James Ivory                            | Ismail Merchant |             |
| Local Hero                                        | Bill Forsyth                           | David Puttnam |             |
| Tootsie                                           | Sydney Pollack                         | Sydney Pollack en Dick Richards |             |
| 1984                                              |                                        | |             |
| The Killing Fields                                | Roland Joffé                           | David Puttnam |             |
| The Dresser                                       | Peter Yates                            | Peter Yates |             |
| Paris, Texas                                      | Wim Wenders                            | Chris Sievernich en Anatole Dauman |             |
| A Private Function                                | Malcolm Mowbray                        | Mark Shivas |             |
| 1985                                              |                                        | |             |
| The Purple Rose of Cairo                          | Woody Allen                            | Robert Greenhut en Woody Allen |             |
| Amadeus                                           | Miloš Forman                           | Saul Zaentz en Miloš Forman |             |
| Back to the Future                                | Robert Zemeckis                        | Bob Gale, Neil Canton en Robert Zemeckis |             |
| A Passage to India                                | David Lean                             | John Brabourne, Richard B. Goodwin en David Lean |             |
| Witness                                           | Peter Weir                             | Edward S. Feldman en Peter Weir |             |
| 1986                                              |                                        | |             |
| A Room with a View                                | James Ivory                            | Ismail Merchant en James Ivory |             |
| Hannah and Her Sisters                            | Woody Allen                            | Robert Greenhut en Woody Allen |             |
| The Mission                                       | Roland Joffé                           | Fernando Ghia, David Puttnam en Roland Joffé |             |
| Mona Lisa                                         | Neil Jordan                            | Stephen Woolley, Patrick Cassavetti en Neil Jordan |             |
| 1987                                              |                                        | |             |
| Jean de Florette                                  | Claude Berri                           | Claude Berri |             |
| Cry Freedom                                       | Richard Attenborough                   | Richard Attenborough |             |
| Hope and Glory                                    | John Boorman                           | John Boorman |             |
| Radio Days                                        | Woody Allen                            | Robert Greenhut en Woody Allen |             |
| 1988                                              |                                        | |             |
| The Last Emperor                                  | Bernardo Bertolucci                    | Jeremy Thomas en Bernardo Bertolucci |             |
| Babette's Feast (Babettes Gæstebud)               | Gabriel Axel                           | Just Betzer, Bo Christensen en Gabriel Axel |             |
| A Fish Called Wanda                               | Charles Crichton                       | Michael Shamberg en Charles Crichton |             |
| Goodbye, Children (Au Revoir les Enfants          | Louis Malle                            | Louis Malle |             |
| 1989                                              |                                        | |             |
| Dead Poets Society                                | Peter Weir                             | Steven Haft, Paul Junger Witt, Tony Thomas en Peter Weir |             |
| My Left Foot                                      | Jim Sheridan                           | Noel Pearson en Jim Sheridan |             |
| Shirley Valentine                                 | Lewis Gilbert                          | Lewis Gilbert |             |
| When Harry Met Sally...                           | Rob Reiner                             | Rob Reiner |             |
| 1990                                              |                                        | |             |
| Goodfellas                                        | Martin Scorsese                        | Irwin Winkler en Martin Scorsese |             |
| Crimes and Misdemeanors                           | Woody Allen                            | Robert Greenhut en Woody Allen |             |
| Driving Miss Daisy                                | Bruce Beresford                        | Richard D. Zanuck, Lili Fini Zanuck en Bruce Beresford |             |
| Pretty Woman                                      | Garry Marshall                         | Arnon Milchan, Steven Reuther en Garry Marshall |             |
| 1991                                              |                                        | |             |
| The Commitments                                   | Alan Parker                            | Roger Randall-Cutler, Lynda Myles en Alan Parker |             |
| Dances with Wolves                                | Kevin Costner                          | Kevin Costner en Jim Wilson |             |
| The Silence of the Lambs                          | Jonathan Demme                         | Edward Saxon, Kenneth Utt, Ron Bozman en Jonathan Demme |             |
| Thelma & Louise                                   | Ridley Scott                           | Mimi Polk en Ridley Scott |             |
| 1992                                              |                                        | |             |
| Howards End                                       | James Ivory                            | Ismail Merchant en James Ivory |             |
| The Crying Game                                   | Neil Jordan                            | Stephen Woolley en Neil Jordan |             |
| The Player                                        | Robert Altman                          | David Brown, Michael Tolkin, Nick Wechsler en Robert Altman |             |
| Strictly Ballroom                                 | Baz Luhrmann                           | Tristram Miall en Baz Luhrmann |             |
| Unforgiven                                        | Clint Eastwood                         | Clint Eastwood |             |
| 1993                                              |                                        | |             |
| Schindler's List                                  | Steven Spielberg                       | Steven Spielberg, Gerald R. Molen en Branko Lustig |             |
| The Piano                                         | Jane Campion                           | Jan Chapman en Jane Campion |             |
| The Remains of the Day                            | James Ivory                            | Ismail Merchant, Mike Nichols, John Calley en James Ivory |             |
| Shadowlands                                       | Richard Attenborough                   | Richard Attenborough en Brian Eastman |             |
| 1994                                              |                                        | |             |
| Four Weddings and a Funeral                       | Mike Newell                            | Duncan Kenworthy en Mike Newell |             |
| Forrest Gump                                      | Robert Zemeckis                        | Wendy Finerman, Steve Tisch, Steve Starkey en Robert Zemeckis |             |
| Pulp Fiction                                      | Quentin Tarantino                      | Lawrence Bender en Quentin Tarantino |             |
| Quiz Show                                         | Robert Redford                         | Michael Jacobs, Julian Krainin, Michael Nozik en Robert Redford                                                                                                   |             |
| 1995                                              |                                        | |             |
| Sense and Sensibility                             | Ang Lee                                | Lindsay Doran en Ang Lee |             |
| Babe                                              | Chris Noonan                           | George Miller, Doug Mitchell, Bill Miller en Chris Noonan |             |
| The Madness of King George                        | Nicholas Hytner                        | Stephen Evans, David Parfitt en Nicholas Hytner |             |
| The Usual Suspects                                | Bryan Singer                           | Bryan Singer en Michael McDonnell |             |
| 1996                                              |                                        | |             |
| The English Patient                               | Anthony Minghella                      | Saul Zaentz en Anthony Minghella |             |
| Fargo                                             | Joel Coen en Ethan Coen                | Joel Coen en Ethan Coen |             |
| Secrets & Lies                                    | Mike Leigh                             | Simon Channing-Williams en Mike Leigh |             |
| Shine                                             | Scott Hicks                            | Jane Scott en Scott Hicks |             |
| 1997                                              |                                        | |             |
| The Full Monty                                    | Peter Cattaneo                         | Uberto Pasolini |             |
| L.A. Confidential                                 | Curtis Hanson                          | Arnon Milchan, Curtis Hanson en Michael Nathanson |             |
| Mrs. Brown                                        | John Madden                            | Sarah Curtis |             |
| Titanic                                           | James Cameron                          | James Cameron en Jon Landau |             |
| 1998                                              |                                        | |             |
| Shakespeare in Love                               | John Madden                            | David Parfitt, Donna Gigliotti, Harvey Weinstein, Edward Zwick en Marc Norman                                                                                     |             |
| Elizabeth                                         | Shekhar Kapur                          | Alison Owen, Eric Fellner en Tim Bevan |             |
| Saving Private Ryan                               | Steven Spielberg                       | Steven Spielberg, Ian Bryce, Mark Gordon en Gary Levinsohn |             |
| The Truman Show                                   | Peter Weir                             | Scott Rudin, Andrew Niccol, Edward S. Feldman en Adam Schroeder                                                                                                   |             |
| 1999                                              |                                        | |             |
| American Beauty                                   | Sam Mendes                             | Bruce Cohen en Dan Jinks |             |
| East is East                                      | Damien O'Donnell                       | Leslee Udwin |             |
| The End of the Affair                             | Neil Jordan                            | Stephen Woolley en Neil Jordan |             |
| The Sixth Sense                                   | M. Night Shyamalan                     | Frank Marshall, Kathleen Kennedy en Barry Mendel |             |
| The Talented Mr. Ripley                           | Anthony Minghella                      | William Horberg en Tom Sternberg |             |
| 2000                                              |                                        | |             |
| Gladiator                                         | Ridley Scott                           | Douglas Wick, David Franzoni en Branko Lustig |             |
| Almost Famous                                     | Cameron Crowe                          | Cameron Crowe en Ian Bryce |             |
| Billy Elliot                                      | Stephen Daldry                         | Greg Brenman en Jon Finn |             |
| Crouching Tiger, Hidden Dragon (Wo Hu Cang Long)  | Ang Lee                                | Bill Kong, Hsu Li Kong en Ang Lee |             |
| Erin Brockovich                                   | Steven Soderbergh                      | Danny DeVito, Michael Shamberg en Stacey Sher |             |
| 2001                                              |                                        | |             |
| The Lord of the Rings: The Fellowship of the Ring | Peter Jackson                          | Peter Jackson, Barrie M. Osborne, Fran Walsh en Tim Sanders |             |
| Amélie                                            | Jean-Pierre Jeunet                     | Claudie Ossard |             |
| A Beautiful Mind                                  | Ron Howard                             | Brian Grazer en Ron Howard |             |
| Moulin Rouge!                                     | Baz Luhrmann                           | Martin Brown, Baz Luhrmann en Fred Baron |             |
| Shrek                                             | Andrew Adamson en Vicky Jenson         | Aron Warner, John H. Williams en Jeffrey Katzenberg |             |
| 2002                                              |                                        | |             |
| The Pianist                                       | Roman Polański                         | Roman Polański, Robert Benmussa en Alain Sarde |             |
| Chicago                                           | Rob Marshall                           | Martin Richards |             |
| Gangs of New York                                 | Martin Scorsese                        | Alberto Grimaldi en Harvey Weinstein |             |
| The Hours                                         | Stephen Daldry                         | Scott Rudin en Robert Fox |             |
| The Lord of the Rings: The Two Towers             | Peter Jackson                          | Barrie M. Osborne, Fran Walsh en Peter Jackson |             |
| 2003                                              |                                        | |             |
| The Lord of the Rings: The Return of the King     | Peter Jackson                          | Barrie M. Osborne, Fran Walsh en Peter Jackson |             |
| Big Fish                                          | Tim Burton                             | Bruce Cohen, Dan Jinks en Richard D. Zanuck |             |
| Cold Mountain                                     | Anthony Minghella                      | Sydney Pollack, William Horberg, Albert Berger en Ron Yerxa |             |
| Lost in Translation                               | Sofia Coppola                          | Sofia Coppola en Ross Katz |             |
| Master and Commander: The Far Side of the World   | Peter Weir                             | Samuel Goldwyn jr., Peter Weir en Duncan Henderson |             |
| 2004                                              |                                        | |             |
| The Aviator                                       | Martin Scorsese                        | Michael Mann, Sandy Climan, Graham King en Charles Evans jr. |             |
| Eternal Sunshine of the Spotless Mind             | Michel Gondry                          | Steve Golin en Anthony Bregman |             |
| Finding Neverland                                 | Marc Forster                           | Richard N. Gladstein en Nellie Bellflower |             |
| The Motorcycle Diaries (Diarios de Motocicleta)   | Walter Salles                          | Michael Nozik, Edgard Tenenbaum en Karen Tenkhoff |             |
| Vera Drake                                        | Mike Leigh                             | Simon Channing-Williams en Alain Sarde |             |
| 2005                                              |                                        | |             |
| Brokeback Mountain                                | Ang Lee                                | Diana Ossana en James Schamus |             |
| Capote                                            | Bennett Miller                         | Caroline Baron, William Vince en Michael Ohoven |             |
| The Constant Gardener                             | Fernando Meirelles                     | Simon Channing-Williams |             |
| Crash                                             | Paul Haggis                            | Cathy Schulman, Don Cheadle en Bob Yari |             |
| Good Night, and Good Luck                         | George Clooney                         | Grant Heslov |             |
| 2006                                              |                                        | |             |
| The Queen                                         | Stephen Frears                         | Andy Harries, Christine Langan en Tracey Seaward |             |
| Babel                                             | Alejandro González Iñárritu            | Alejandro González Iñárritu, Jon Kilik en Steve Golin |             |
| The Departed                                      | Martin Scorsese                        | Brad Pitt, Brad Grey en Graham King |             |
| The Last King of Scotland                         | Kevin Macdonald                        | Andrea Calderwood, Lisa Bryer en Charles Steel |             |
| Little Miss Sunshine                              | Jonathan Dayton en Valerie Faris       | Albert Berger, David T. Friendly en Ron Yerxa |             |
| 2007                                              |                                        | |             |
| Atonement                                         | Joe Wright                             | Tim Bevan, Eric Fellner en Paul Webster |             |
| American Gangster                                 | Ridley Scott                           | Brian Grazer en Ridley Scott |             |
| The Lives of Others                               | Florian Henckel von Donnersmarck       | Quirin Berg en Max Wiedemann |             |
| No Country for Old Men                            | Joel Coen en Ethan Coen                | Scott Rudin, Joel Coen en Ethan Coen |             |
| There Will Be Blood                               | Paul Thomas Anderson                   | JoAnne Sellar, Paul Thomas Anderson en Daniel Lupin |             |
| 2008                                              |                                        | |             |
| Slumdog Millionaire                               | Danny Boyle                            | Christian Colson |             |
| The Curious Case of Benjamin Button               | David Fincher                          | Kathleen Kennedy, Frank Marhsall en Ceán Chaffin |             |
| Frost/Nixon                                       | Ron Howard                             | Tim Bevan, Eric Fellner, Brian Grazer en Ron Howard |             |
| Milk                                              | Gus Van Sant                           | Dan Jinks en Bruce Cohen |             |
| The Reader                                        | Stephen Daldry                         | Anthony Minghella, Sydney Pollack, Donna Gigliotti en Redmond Morris                                                                                              |             |
| 2009                                              |                                        | |             |
| The Hurt Locker                                   | Kathryn Bigelow                        | Kathryn Bigelow, Mark Boal, Nicolas Chartier en Greg Shapiro |             |
| Avatar                                            | James Cameron                          | James Cameron en Jon Landau |             |
| An Education                                      | Lone Scherfig                          | Finola Dwyer en Amanda Posey |             |
| Precious                                          | Lee Daniels                            | Lee Daniels, Sarah Siegel-Magness en Gary Magness |             |
| Up in the Air                                     | Jason Reitman                          | Ivan Reitman, Jason Reitman en Daniel Dubiecki |             |
| 2010                                              |                                        | |             |
| The King's Speech                                 | Tom Hooper                             | Iain Canning, Emile Sherman en Gareth Unwin |             |
| Black Swan                                        | Darren Aronofsky                       | Mike Medavoy, Brian Oliver en Scott Franklin |             |
| Inception                                         | Christopher Nolan                      | Emma Thomas en Christopher Nolan |             |
| The Social Network                                | David Fincher                          | Scott Rudin, Dana Brunetti, Michael De Luca en Ceán Chaffin |             |
| True Grit                                         | Joel Coen en Ethan Coen                | Scott Rudin, Ethan Coen en Joel Coen |             |
| 2011                                              |                                        | |             |
| The Artist                                        | Michel Hazanavicius                    | Thomas Langmann |             |
| The Descendants                                   | Alexander Payne                        | Jim Burke, Alexander Payne en Jim Taylor |             |
| Drive                                             | Nicolas Winding Refn                   | Marc Platt en Adam Siegel |             |
| The Help                                          | Tate Taylor                            | Michael Barnathan, Chris Columbus en Brunson Green |             |
| Tinker Tailor Soldier Spy                         | Tomas Alfredson                        | Tim Bevan, Eric Fellner en Robyn Slovo |             |
| 2012                                              |                                        | |             |
| Argo                                              | Ben Affleck                            | Grant Helov, Ben Affleck en George Clooney |             |
| Les Misérables                                    | Tom Hooper                             | Tim Bevan, Eric Fellner, Debra Hayward en Cameron Mackintosh |             |
| Life of Pi                                        | Ang Lee                                | Gil Netter, Ang Lee en David Womark |             |
| Lincoln                                           | Steven Spielberg                       | Steven Spielberg en Kathleen Kennedy |             |
| Zero Dark Thirty                                  | Kathryn Bigelow                        | Mark Boal, Kathryn Bigelow en Megan Ellison |             |
| 2013                                              |                                        | |             |
| 12 Years a Slave                                  | Steve McQueen                          | Anthony Katagas, Brad Pitt, Dede Gardner, Jeremy Kleiner en Steve McQueen                                                                                         |             |
| American Hustle                                   | David O. Russell                       | Charles Roven, Richard Suckle, Megan Ellison en Jonathan Gordon                                                                                                   |             |
| Captain Phillips                                  | Paul Greengrass                        | Scott Rudin, Dana Brunetti en Michael De Luca |             |
| Gravity                                           | Alfonso Cuarón                         | Alfonso Cuarón en David Heyman |             |
| Philomena                                         | Stephen Frears                         | Gabrielle Tana, Steve Coogan en Tracey Seaward |             |
| 2014                                              |                                        | |             |
| Boyhood                                           | Richard Linklater                      | Richard Linklater en Cathleen Sutherland |             |
| Birdman                                           | Alejandro González Iñárritu            | Alejandro González Iñárritu, John Lesher, Arnon Milchan en James W. Skotchdopole                                                                                  |             |
| The Grand Budapest Hotel                          | Wes Anderson                           | Wes Anderson, Jeremy Dawson, Steven M. Rales en Scott Rudin |             |
| The Imitation Game                                | Morten Tyldum                          | Nora Grossman, Ido Ostrowsky en Teddy Schwarzman |             |
| The Theory of Everything                          | James Marsh                            | Tim Bevan, Eric Fellner, Lisa Bruce en Anthony McCarten |             |
| 2015                                              |                                        | |             |
| The Revenant                                      | Alejandro González Iñárritu            | Steve Golin, Alejandro González Iñárritu, Arnon Milchan, Mary Parent en Keith Redmon                                                                              |             |
| The Big Short                                     | Adam McKay                             | Dede Gardner, Jeremy Kleiner en Brad Pitt |             |
| Bridge of Spies                                   | Steven Spielberg                       | Kristie Macosko Krieger, Marc Platt en Steven Spielberg |             |
| Carol                                             | Todd Haynes                            | Elizabeth Karlsen, Christine Vachon en Stephen Woolley |             |
| Spotlight                                         | Tom McCarthy                           | Blye Pagon Faust, Steve Golin, Nicole Rocklin en Michael Sugar |             |
| 2016                                              |                                        | |             |
| La La Land                                        | Damien Chazelle                        | Fred Berger, Jordan Horowitz en Marc Platt |             |
| Arrival                                           | Denis Villeneuve                       | Dan Levine, Shawn Levy, David Linde en Aaron Ryder |             |
| I, Daniel Blake                                   | Ken Loach                              | Rebecca O'Brien |             |
| Manchester by the Sea                             | Kenneth Lonergan                       | Lauren Beck, Matt Damon, Chris Moore, Kimberly Steward en Kevin J. Walsh                                                                                          |             |
| Moonlight                                         | Barry Jenkins                          | Dede Gardner, Jeremy Kleiner en Adele Romanski |             |
| 2017                                              |                                        | |             |
| Three Billboards Outside Ebbing, Missouri         | Martin McDonagh                        | Graham Broadbent, Pete Czernin en Martin McDonagh |             |
| Call Me by Your Name                              | Luca Guadagnino                        | Emilie Georges, Luca Guadagnino, Marco Morabito en Peter Spears                                                                                                   |             |
| Darkest Hour                                      | Joe Wright                             | Tim Bevan, Lisa Bruce, Eric Fellner, Anthony McCarten en Douglas Urbanski                                                                                         |             |
| Dunkirk                                           | Christopher Nolan                      | Christopher Nolan en Emma Thomas |             |
| The Shape of Water                                | Guillermo del Toro                     | Guillermo del Toro en J. Miles Dale |             |
| 2018                                              |                                        | |             |
| Roma                                              | Alfonso Cuarón                         | Alfonso Cuarón en Gabriela Rodriguez |             |
| BlacKkKlansman                                    | Spike Lee                              | Jason Blum, Spike Lee, Raymond Mansfield, Sean McKittrick en Jordan Peele                                                                                         |             |
| The Favourite                                     | Yorgos Lanthimos                       | Ceci Dempsey, Ed Guiney, Yorgos Lanthimos en Lee Magiday |             |
| Green Book                                        | Peter Farrelly                         | Jim Burke, Brian Currie, Peter Farrelly, Nick Vallelonga en Charles B. Wessler                                                                                    |             |
| A Star Is Born                                    | Bradley Cooper                         | Bradley Cooper, Bill Gerber en Lynette Howell Taylor |             |
| 2019                                              |                                        | |             |
| 1917                                              | Sam Mendes                             | Sam Mendes, Pippa Harris, Jayne-Ann Tenggren, Callum McDougall en Brian Oliver                                                                                    |             |
| The Irishman                                      | Martin Scorsese                        | Gerald Chamales, Robert De Niro, Randall Emmett, Gabriele Israilovici, Gastón Pavlovich, Jane Rosenthal, Martin Scorsese, Emma Tillinger Koskoff en Irwin Winkler |             |
| Joker                                             | Todd Phillips                          | Todd Phillips, Bradley Cooper en Emma Tillinger Koskoff |             |
| Once Upon a Time in Hollywood                     | Quentin Tarantino                      | David Heyman, Shannon McIntosh en Quentin Tarantino |             |
| Parasite                                          | Bong Joon-ho                           | Kwak Sin-ae, Jang Young-hwan en Bong Joon-ho |             |

### Beste Britse film
| Jaar                                  | Film                                   | Regisseur(s)                                     | Producer(s) |
| ------------------------------------- | -------------------------------------- | ------------------------------------------------ | ----------- |
| 1947                                  |                                        |                                                  |             |
| Odd Man Out                           | Carol Reed                             | Carol Reed                                       |             |
| 1948                                  |                                        |                                                  |             |
| The Fallen Idol                       | Carol Reed                             | Carol Reed                                       |             |
| Hamlet                                | Laurence Olivier                       | Laurence Olivier                                 |             |
| Oliver Twist                          | David Lean                             | Ronald Neame                                     |             |
| Once a Jolly Swagman                  | Jack Lee                               | Ian Dalrymple                                    |             |
| The Red Shoes                         | Michael Powell en Emeric Pressburger   | Michael Powell en Emeric Pressburger             |             |
| Scott of the Antarctic                | Charles Frend                          | Michael Balcon                                   |             |
| The Small Voice                       | Fergus McDonell                        | Anthony Havelock-Allan                           |             |
| 1949                                  |                                        |                                                  |             |
| The Third Man                         | Carol Reed                             | Carol Reed                                       |             |
| Kind Hearts and Coronets              | Robert Hamer                           | Michael Balcon                                   |             |
| Passport to Pimlico                   | Henry Cornelius                        | Michael Balcon                                   |             |
| The Queen of Spades                   | Thorold Dickinson                      | Anatole de Grunwald                              |             |
| A Run for Your Money                  | Charles Frend                          | Michael Balcon                                   |             |
| The Small Back Room                   | Michael Powell en Emeric Pressburger   | Michael Powell en Emeric Pressburger             |             |
| Whisky Galore!                        | Alexander Mackendrick                  | Michael Balcon                                   |             |
| 1950                                  |                                        |                                                  |             |
| The Blue Lamp                         | Basil Dearden                          | Michael Balcon                                   |             |
| Chance of a Lifetime                  | Bernard Miles                          | Bernard Miles                                    |             |
| Morning Departure                     | Roy Ward Baker                         | Jay Lewis                                        |             |
| Seven Days to Noon                    | John Boulting en Roy Boulting          | John Boulting en Roy Boulting                    |             |
| State Secret                          | Sidney Gilliat                         | Sidney Gilliat en Frank Launder                  |             |
| The Wooden Horse                      | Jack Lee                               | Ian Dalrymple                                    |             |
| 1951                                  |                                        |                                                  |             |
| The Lavender Hill Mob                 | Charles Crichton                       | Michael Balcon                                   |             |
| The Browning Version                  | Anthony Asquith                        | Teddy Baird                                      |             |
| The Magic Box                         | John Boulting                          | Ronald Neame                                     |             |
| The Magic Garden                      |                                        |                                                  |             |
| The Man in the White Suit             | Alexander Mackendrick                  | Michael Balcon                                   |             |
| No Resting Place                      | Paul Rotha                             | Colin Lesslie                                    |             |
| The Small Miracle                     | Maurice Cloche en Ralph Smart          | Anthony Havelock-Allan                           |             |
| White Corridors                       | Pat Jackson                            | John Croydon en Joseph Janni                     |             |
| 1952                                  |                                        |                                                  |             |
| The Sound Barrier                     | David Lean                             | David Lean                                       |             |
| Angels One Five                       | George More O'Ferrall                  | John W. Gossage en Derek N. Twist                |             |
| Cry, the Beloved Country              | Zoltan Korda                           | Zoltan Korda en Alan Paton                       |             |
| Mandy                                 | Alexander Mackendrick en Fred F. Sears | Michael Balcon en Leslie Norman                  |             |
| Outcast of the Islands                | Carol Reed                             | Carol Reed                                       |             |
| The River                             | Jean Renoir                            | Kenneth McEldowney en Jean Renoir                |             |
| 1953                                  |                                        |                                                  |             |
| Genevieve                             | Henry Cornelius                        | Henry Cornelius                                  |             |
| The Cruel Sea                         | Charles Frend                          | Leslie Norman                                    |             |
| The Heart of the Matter               | George More O'Ferrall                  | Ian Dalrymple                                    |             |
| The Kidnappers                        | Philip Leacock                         | Sergei Nolbandov en Leslie Parkyn                |             |
| Moulin Rouge                          | John Huston                            |                                                  |             |
| 1954                                  |                                        |                                                  |             |
| Hobson's Choice                       | David Lean                             | David Lean                                       |             |
| Carrington V.C.                       | Anthony Asquith                        | Teddy Baird                                      |             |
| The Divided Heart                     | Charles Crichton                       | Michael Truman                                   |             |
| Doctor in the House                   | Ralph Thomas                           | Betty E. Box                                     |             |
| For Better, for Worse                 | J. Lee Thompson                        | Kenneth Harper                                   |             |
| The Maggie                            | Alexander Mackendrick                  | Michael Truman                                   |             |
| The Purple Plain                      | Robert Parrish                         | John Bryan                                       |             |
| Romeo and Juliet                      | Renato Castellani                      | Sandro Ghenzi en Joseph Janni                    |             |
| 1955                                  |                                        |                                                  |             |
| Richard III                           | Laurence Olivier                       | Laurence Olivier                                 |             |
| The Colditz Story                     | Guy Hamilton                           | Ivan Foxwell                                     |             |
| The Dam Busters                       | Michael Anderson                       |                                                  |             |
| The Ladykillers                       | Alexander Mackendrick                  |                                                  |             |
| The Night My Number Came Up           | Leslie Norman                          |                                                  |             |
| The Prisoner                          | Peter Glenville                        | Vivian Cox                                       |             |
| Simba                                 | Brian Desmond Hurst                    | Peter De Sarigny                                 |             |
| 1956                                  |                                        |                                                  |             |
| Reach for the Sky                     | Lewis Gilbert                          | Daniel M. Angel                                  |             |
| The Battle of the River Plate         | Michael Powell en Emeric Pressburger   | Michael Powell en Emeric Pressburger             |             |
| The Dam Busters                       | Michael Anderson                       |                                                  |             |
| The Man Who Never Was                 | Ronald Neame                           | André Hakim                                      |             |
| A Town Like Alice                     | Jack Lee                               | Joseph Janni                                     |             |
| Yield to the Night                    | J. Lee Thompson                        | Kenneth Harper                                   |             |
| 1957                                  |                                        |                                                  |             |
| The Bridge on the River Kwai          | David Lean                             | Sam Spiegel                                      |             |
| The Prince and the Showgirl           | Laurence Olivier                       | Laurence Olivier                                 |             |
| The Shiralee                          | Leslie Norman                          | Michael Balcon en Jack Rix                       |             |
| Windom's Way                          | Ronald Neame                           | John Bryan                                       |             |
| 1958                                  |                                        |                                                  |             |
| Room at the Top                       | Jack Clayton                           | James Woolf en John Woolf                        |             |
| Ice-Cold in Alex                      | J. Lee Thompson                        | W.A. Whittaker                                   |             |
| Indiscreet                            | Stanley Donen                          | Stanley Donen                                    |             |
| Orders to Kill                        | Anthony Asquith                        | Anthony Havelock-Allan                           |             |
| Sea of Sand                           | Guy Green                              | Robert S. Baker en Monty Berman                  |             |
| 1959                                  |                                        |                                                  |             |
| Sapphire                              | Basil Dearden                          | Michael Relph                                    |             |
| Look Back in Anger                    | Tony Richardson                        | Harry Saltzman                                   |             |
| North West Frontier                   | J. Lee Thompson                        | Marcel Hellman                                   |             |
| Tiger Bay                             | J. Lee Thompson                        | John Hawkesworth, Leslie Parkyn en Julian Wintle |             |
| Yesterday's Enemy                     | Val Guest                              | Michael Carreras                                 |             |
| 1960                                  |                                        |                                                  |             |
| Saturday Night and Sunday Morning     | Karel Reisz                            | Tony Richardson                                  |             |
| The Angry Silence                     | Guy Green                              | Richard Attenborough en Bryan Forbes             |             |
| The Trials of Oscar Wilde             | Ken Hughes                             | Irving Allen, Albert R. Broccoli en Harold Huth  |             |
| Tunes of Glory                        | Ronald Neame                           | Colin Lesslie                                    |             |
| 1961                                  |                                        |                                                  |             |
| A Taste of Honey                      | Tony Richardson                        | Tony Richardson                                  |             |
| The Innocents                         | Jack Clayton                           | Jack Clayton                                     |             |
| The Long and the Short and the Tall   | Leslie Norman                          | Michael Balcon                                   |             |
| The Sundowners                        | Fred Zinnemann                         | Gerry Blatner                                    |             |
| Whistle Down the Wind                 | Bryan Forbes                           | Richard Attenborough                             |             |
| 1962                                  |                                        |                                                  |             |
| Lawrence of Arabia                    | David Lean                             | Sam Spiegel                                      |             |
| Billy Budd                            | Peter Ustinov                          | Peter Ustinov                                    |             |
| A Kind of Loving                      | John Schlesinger                       | Joseph Janni                                     |             |
| The L-Shaped Room                     | Bryan Forbes                           | Richard Attenborough en James Woolf              |             |
| Only Two Can Play                     | Sidney Gilliat                         | Leslie Gilliat                                   |             |
| 1963                                  |                                        |                                                  |             |
| Tom Jones                             | Tony Richardson                        | Tony Richardson                                  |             |
| Billy Liar                            | John Schlesinger                       | Joseph Janni                                     |             |
| The Servant                           | Joseph Losey                           | Joseph Losey en Norman Priggen                   |             |
| The L-Shaped Room                     | Bryan Forbes                           | Richard Attenborough en James Woolf              |             |
| This Sporting Life                    | Lindsay Anderson                       | Karel Reisz                                      |             |
| 1964                                  |                                        |                                                  |             |
| Dr. Strangelove                       | Stanley Kubrick                        | Stanley Kubrick                                  |             |
| Becket                                | Peter Glenville                        | Hal B. Wallis                                    |             |
| The Pumpkin Eater                     | Jack Clayton                           | James Woolf                                      |             |
| The Train                             | John Frankenheimer                     | Jules Bricken                                    |             |
| 1965                                  |                                        |                                                  |             |
| The IPCRESS File                      | Sidney J. Furie                        | Harry Saltzman                                   |             |
| Darling                               | John Schlesinger                       | Joseph Janni                                     |             |
| The Hill                              | Sidney Lumet                           | Kenneth Hyman                                    |             |
| The Knack ...and How to Get It        | Richard Lester                         | Oscar Lewenstein                                 |             |
| 1966                                  |                                        |                                                  |             |
| The Spy Who Came in from the Cold     | Martin Ritt                            | Martin Ritt                                      |             |
| Alfie                                 | Lewis Gilbert                          | Lewis Gilbert                                    |             |
| Georgy Girl                           | Silvio Narizzano                       | Robert A. Goldston en Otto Plaschkes             |             |
| Morgan: A Suitable Case for Treatment | Karel Reisz                            | Leon Clore                                       |             |
| 1967                                  |                                        |                                                  |             |
| A Man for All Seasons                 | Fred Zinnemann                         | Fred Zinnemann                                   |             |
| Accident                              | Joseph Losey                           | Joseph Losey en Norman Priggen                   |             |
| Blow-Up                               | Michelangelo Antonioni                 | Carlo Ponti                                      |             |
| The Deadly Affair                     | Sidney Lumet                           | Sidney Lumet                                     |             |

### Beste niet-Engelstalige film
| Jaar                                     | Film                                 | Regisseur(s)                                                                   | Land(en) |
| ---------------------------------------- | ------------------------------------ | ------------------------------------------------------------------------------ | -------- |
| 1982                                     |                                      |                                                                                |          |
| Cristo si è fermato a Eboli              | Francesco Rosi                       | Frankrijk Italië                                                               |          |
| Das Boot                                 | Wolfgang Petersen                    | West-Duitsland                                                                 |          |
| Diva                                     | Jean-Jacques Beineix                 | Frankrijk                                                                      |          |
| Fitzcarraldo                             | Werner Herzog                        | Peru West-Duitsland                                                            |          |
| 1983                                     |                                      |                                                                                |          |
| Danton                                   | Andrzej Wajda                        | Frankrijk Polen West-Duitsland                                                 |          |
| Fanny och Alexander                      | Ingmar Bergman                       | Zweden Frankrijk West-Duitsland                                                |          |
| La traviata                              | Franco Zeffirelli                    | Italië                                                                         |          |
| Vivement dimanche!                       | François Truffaut                    | Frankrijk                                                                      |          |
| 1984                                     |                                      |                                                                                |          |
| Carmen                                   | Carlos Saura                         | Spanje                                                                         |          |
| Le retour de Martin Guerre               | Daniel Vigne                         | Frankrijk                                                                      |          |
| Un amour de Swann                        | Volker Schlöndorff                   | Frankrijk West-Duitsland                                                       |          |
| Un dimanche à la campagne                | Bertrand Tavernier                   | Frankrijk                                                                      |          |
| 1985                                     |                                      |                                                                                |          |
| Oberst Redl                              | István Szabó                         | Hongarije Oostenrijk West-Duitsland                                            |          |
| Carmen                                   | Francesco Rosi                       | Italië                                                                         |          |
| Dim Sum: A Little Bit of Heart           | Wayne Wang                           | Verenigde Staten                                                               |          |
| Subway                                   | Luc Besson                           | Frankrijk                                                                      |          |
| 1986                                     |                                      |                                                                                |          |
| Ran                                      | Akira Kurosawa                       | Japan Frankrijk                                                                |          |
| 37°2 le Matin                            | Jean-Jacques Beineix                 | Frankrijk                                                                      |          |
| Ginger e Fred                            | Federico Fellini                     | Italië Frankrijk West-Duitsland                                                |          |
| Otello                                   | Franco Zeffirelli                    | Italië Nederland                                                               |          |
| 1987                                     |                                      |                                                                                |          |
| Offret                                   | Andrej Tarkovski                     | Zweden Verenigd Koninkrijk Frankrijk                                           |          |
| Jean de Florette                         | Claude Berri                         | Frankrijk Zwitserland Italië                                                   |          |
| Manon des sources                        | Claude Berri                         | Frankrijk Zwitserland Italië                                                   |          |
| Mitt liv som hund                        | Lasse Hallström                      | Zweden                                                                         |          |
| 1988                                     |                                      |                                                                                |          |
| Babettes gæstebud                        | Gabriel Axel                         | Denemarken                                                                     |          |
| Au revoir les enfants                    | Louis Malle                          | Frankrijk West-Duitsland                                                       |          |
| Otsji Tsjornie                           | Nikita Michalkov                     | Italië Sovjet-Unie                                                             |          |
| Der Himmel über Berlin                   | Wim Wenders                          | West-Duitsland Frankrijk                                                       |          |
| 1989                                     |                                      |                                                                                |          |
| Life and Nothing But                     | Bertrand Tavernier                   | Frankrijk                                                                      |          |
| Pelle Erobreren                          | Bille August                         | Denemarken Zweden                                                              |          |
| Salaam Bombay!                           | Mira Nair                            | Verenigd Koninkrijk India Frankrijk                                            |          |
| Mujeres al borde de un ataque de nervios | Pedro Almodóvar                      | Spanje                                                                         |          |
| 1990                                     |                                      |                                                                                |          |
| Nuovo cinema Paradiso                    | Giuseppe Tornatore                   | Italië                                                                         |          |
| Jésus de Montréal                        | Denys Arcand                         | Canada Frankrijk                                                               |          |
| Milou en mai                             | Louis Malle                          | Frankrijk Italië                                                               |          |
| Romauld et Juliette                      | Coline Serrau                        | Frankrijk                                                                      |          |
| 1991                                     |                                      |                                                                                |          |
| The Nasty Girl                           | Michael Verhoeven                    | Duitsland                                                                      |          |
| Cyrano de Bergerac                       | Jean-Paul Rappeneau                  | Frankrijk                                                                      |          |
| Le mari de la coiffeuse                  | Patrice Leconte                      | Frankrijk                                                                      |          |
| Toto le héros                            | Jaco Van Dormael                     | België Frankrijk Duitsland                                                     |          |
| 1992                                     |                                      |                                                                                |          |
| Raise the Red Lantern                    | Zhang Yimou                          | China Hongkong Taiwan                                                          |          |
| Les Amants du Pont-Neuf                  | Léos Carax                           | Frankrijk                                                                      |          |
| Delicatessen                             | Jean-Pierre Jeunet en Marc Caro      | Frankrijk                                                                      |          |
| Europa Europa                            | Agnieszka Holland                    | Duitsland Frankrijk Polen                                                      |          |
| 1993                                     |                                      |                                                                                |          |
| Farewell My Concubine                    | Chen Kaige                           | China Hongkong                                                                 |          |
| Un cœur en hiver                         | Claude Sautet                        | Frankrijk                                                                      |          |
| Como agua para chocolate                 | Alfonso Arau                         | Mexico                                                                         |          |
| Indochine                                | Régis Wargnier                       | Frankrijk                                                                      |          |
| 1994                                     |                                      |                                                                                |          |
| To Live                                  | Zhang Yimou                          | China Hongkong                                                                 |          |
| Belle Epoque                             | Fernando Trueba                      | Frankrijk Polen Zwitserland                                                    |          |
| Trois couleurs: Rouge                    | Krzysztof Kieślowski                 | Frankrijk Polen Zwitserland                                                    |          |
| Yin shi nan nu                           | Ang Lee                              | Taiwan Verenigde Staten                                                        |          |
| 1995                                     |                                      |                                                                                |          |
| Il postino                               | Michael Radford                      | Frankrijk Italië België                                                        |          |
| Les Misérables                           | Claude Lelouch                       | Frankrijk                                                                      |          |
| La Reine Margot                          | Patrice Chéreau                      | Frankrijk Italië Duitsland                                                     |          |
| Oetomljonnye solntsem                    | Nikita Michalkov                     | Rusland Frankrijk                                                              |          |
| 1996                                     |                                      |                                                                                |          |
| Ridicule                                 | Patrice Leconte                      | Frankrijk                                                                      |          |
| Antonia                                  | Marleen Gorris                       | Nederland België Verenigd Koninkrijk                                           |          |
| Kolya                                    | Jan Svěrák                           | Tsjechië                                                                       |          |
| Nelly et Monsieur Arnaud                 | Claude Sautet                        | Frankrijk                                                                      |          |
| 1997                                     |                                      |                                                                                |          |
| L'Appartement                            | Gilles Mimouni                       | Frankrijk Spanje Italië                                                        |          |
| Lucie Aubrac                             | Claude Berri                         | Frankrijk                                                                      |          |
| Ma vie en rose                           | Alain Berliner                       | Frankrijk België Verenigd Koninkrijk                                           |          |
| La lección de tango                      | Sally Porter                         | Argentinië Verenigd Koninkrijk Frankrijk Duitsland Nederland                   |          |
| 1998                                     |                                      |                                                                                |          |
| Central do Brasil                        | Walter Salles                        | Brazilië Frankrijk                                                             |          |
| La vita è bella                          | Roberto Benigni                      | Italië                                                                         |          |
| Le Bossu                                 | Philippe de Broca                    | Frankrijk Italië Duitsland                                                     |          |
| Carne trémula                            | Pedro Almodóvar                      | Spanje Frankrijk                                                               |          |
| 1999                                     |                                      |                                                                                |          |
| Todo sobre mi madre                      | Pedro Almodóvar                      | Spanje Frankrijk                                                               |          |
| Buena Vista Social Club                  | Wim Wenders                          | Duitsland Cuba Verenigde Staten Frankrijk Verenigd Koninkrijk                  |          |
| Festen                                   | Thomas Vinterberg                    | Denemarken Zweden                                                              |          |
| Lola rennt                               | Tom Tykwer                           | Duitsland                                                                      |          |
| 2000                                     |                                      |                                                                                |          |
| Crouching Tiger, Hidden Dragon           | Ang Lee                              | Taiwan Hongkong Verenigde Staten China                                         |          |
| La Fille sur le pont                     | Patrice Leconte                      | Frankrijk                                                                      |          |
| Harry, un ami qui vous veut du bien      | Dominik Moll                         | Frankrijk                                                                      |          |
| In the Mood for Love                     | Wong Kar-Wai                         | Hongkong Frankrijk                                                             |          |
| Malèna                                   | Giuseppe Tornatore                   | Italië Verenigde Staten                                                        |          |
| 2001                                     |                                      |                                                                                |          |
| Amores perros                            | Alejandro González Iñárritu          | Mexico                                                                         |          |
| Le Fabuleux Destin d'Amélie Poulain      | Jean-Pierre Jeunet                   | Frankrijk Duitsland                                                            |          |
| Abril Despedaçado                        | Walter Salles                        | Brazilië Frankrijk Zwitserland                                                 |          |
| Monsoon Wedding                          | Mira Nair                            | India Verenigde Staten Frankrijk Italië Duitsland                              |          |
| La Pianiste                              | Michael Haneke                       | Frankrijk Duitsland Polen Oostenrijk                                           |          |
| 2002                                     |                                      |                                                                                |          |
| Hable con ella                           | Pedro Almodóvar                      | Spanje                                                                         |          |
| Y tu mamá también                        | Alfonso Cuarón                       | Mexico                                                                         |          |
| Cidade de Deus                           | Fernando Meirelles en Kátia Lund     | Brazilië Frankrijk Verenigde Staten                                            |          |
| Devdas                                   | Sanjay Leela Bhansali                | India                                                                          |          |
| The Warrior                              | Asif Kapadia                         | Verenigd Koninkrijk Frankrijk Duitsland                                        |          |
| 2003                                     |                                      |                                                                                |          |
| In This World                            | Michael Winterbottom                 | Verenigd Koninkrijk                                                            |          |
| Les Invasions barbares                   | Denys Arcand                         | Canada                                                                         |          |
| Les triplettes de Belleville             | Sylvain Chomet                       | Frankrijk België Canada Verenigd Koninkrijk                                    |          |
| Être et avoir                            | Nicolas Philibert                    | Frankrijk                                                                      |          |
| Good Bye, Lenin!                         | Wolfgang Becker                      | Duitsland                                                                      |          |
| Spirited Away                            | Hayao Miyazaki                       | Japan                                                                          |          |
| 2004                                     |                                      |                                                                                |          |
| Diarios de motocicleta                   | Walter Salles                        | Argentinië Peru Chili Verenigd Koninkrijk Verenigde Staten Frankrijk Duitsland |          |
| Les Choristes                            | Christophe Barratier                 | Frankrijk Zwitserland Duitsland                                                |          |
| Un long dimanche de fiançailles          | Jean-Pierre Jeunet                   | Frankrijk Verenigde Staten                                                     |          |
| La mala educación                        | Pedro Almodóvar                      | Spanje                                                                         |          |
| House of Flying Daggers                  | Zhang Yimou                          | China Hongkong                                                                 |          |
| 2005                                     |                                      |                                                                                |          |
| De battre mon cœur s'est arrêté          | Jacques Audiard                      | Frankrijk                                                                      |          |
| Le Grand Voyage                          | Ismaël Ferrouhki                     | Frankrijk Marokko                                                              |          |
| Joyeux Noël                              | Christian Carion                     | Frankrijk Duitsland België Verenigd Koninkrijk Roemenië                        |          |
| Kung Fu Hustle                           | Stephen Chow                         | China Hongkong                                                                 |          |
| Tsotsi                                   | Gavin Hood                           | Zuid-Afrika Verenigd Koninkrijk                                                |          |
| 2006                                     |                                      |                                                                                |          |
| El laberinto del fauno                   | Guillermo del Toro                   | Mexico Spanje                                                                  |          |
| Apocalypto                               | Mel Gibson                           | Verenigde Staten                                                               |          |
| Zwartboek                                | Paul Verhoeven                       | Nederland België Verenigd Koninkrijk Duitsland                                 |          |
| Rang De Basanti                          | Rakeysh Omprakash Mehra              | India                                                                          |          |
| Volver                                   | Pedro Almodóvar                      | Spanje                                                                         |          |
| 2007                                     |                                      |                                                                                |          |
| Das Leben der Anderen                    | Florian Henckel von Donnersmarck     | Duitsland                                                                      |          |
| Le Scaphandre et le Papillon             | Julian Schnabel                      | Frankrijk Verenigde Staten                                                     |          |
| The Kite Runner                          | Marc Forster                         | Verenigde Staten                                                               |          |
| La vie en rose                           | Olivier Dahan                        | Frankrijk Verenigd Koninkrijk Tsjechië                                         |          |
| Se, jie                                  | Ang Lee                              | Verenigde Staten China Taiwan Hongkong                                         |          |
| 2008                                     |                                      |                                                                                |          |
| Il y a longtemps que je t'aime           | Philippe Claudel                     | Frankrijk                                                                      |          |
| Der Baader Meinhof Komplex               | Uli Edel                             | Duitsland                                                                      |          |
| Gomorra                                  | Matteo Garrone                       | Italië                                                                         |          |
| Persepolis                               | Marjane Satrapi en Vincent Paronnaud | Frankrijk                                                                      |          |
| Vals Im Bashir                           | Ari Folman                           | Israël Duitsland Frankrijk Verenigde Staten                                    |          |
| 2009                                     |                                      |                                                                                |          |
| Un prophète                              | Jacques Audiard                      | Frankrijk                                                                      |          |
| Los abrazos rotos                        | Pedro Almodóvar                      | Spanje                                                                         |          |
| Coco avant Chanel                        | Anne Fontaine                        | Frankrijk                                                                      |          |
| Låt den rätte komma in                   | Tomas Alfredson                      | Zweden                                                                         |          |
| Das weiße Band                           | Michael Haneke                       | Oostenrijk Frankrijk Duitsland Italië                                          |          |
| 2010                                     |                                      |                                                                                |          |
| Män som hatar kvinnor                    | Niels Arden Oplev                    | Zweden                                                                         |          |
| Biutiful                                 | Alejandro González Iñárritu          | Mexico                                                                         |          |
| Io sono l'amore                          | Luca Guadagnino                      | Italië                                                                         |          |
| Des hommes et des dieux                  | Xavier Beauvois                      | Frankrijk                                                                      |          |
| El secreto de sus ojos                   | Juan José Campanella                 | Argentinië                                                                     |          |
| 2011                                     |                                      |                                                                                |          |
| La piel que habito                       | Pedro Almodóvar                      | Spanje                                                                         |          |
| Incendies                                | Denis Villeneuve                     | Canada                                                                         |          |
| Pina                                     | Wim Wenders                          | Duitsland                                                                      |          |
| Potiche                                  | François Ozon                        | Frankrijk                                                                      |          |
| A Separation                             | Asghar Farhadi                       | Iran                                                                           |          |
| 2012                                     |                                      |                                                                                |          |
| Amour                                    | Michael Haneke                       | Oostenrijk                                                                     |          |
| Hodejegerne                              | Morten Tyldum                        | Noorwegen                                                                      |          |
| Jagten                                   | Thomas Vinterberg                    | Denemarken                                                                     |          |
| De rouille et d'os                       | Jacques Audiard                      | België Frankrijk                                                               |          |
| Intouchables                             | Olivier Nakache en Éric Toledano     | Frankrijk                                                                      |          |
| 2013                                     |                                      |                                                                                |          |
| La grande bellezza                       | Paolo Sorrentino                     | Italië Frankrijk                                                               |          |
| The Act of Killing                       | Joshua Oppenheimer                   | Noorwegen Denemarken Verenigd Koninkrijk                                       |          |
| La Vie d'Adèle                           | Abdellatif Kechiche                  | Frankrijk België Spanje                                                        |          |
| Metro Manila                             | Sean Ellis                           | Verenigd Koninkrijk                                                            |          |
| Wadjda                                   | Haifaa al-Mansour                    | Saoedi-Arabië Duitsland                                                        |          |
| 2014                                     |                                      |                                                                                |          |
| Ida                                      | Paweł Pawlikowski                    | Polen Denemarken                                                               |          |
| Leviathan                                | Andrej Zvjagintsev                   | Rusland                                                                        |          |
| The Lunchbox                             | Ritesh Batra                         | India Frankrijk Duitsland                                                      |          |
| Trash                                    | Stephen Daldry                       | Brazilië Verenigd Koninkrijk                                                   |          |
| Deux jours, une nuit                     | Jean-Pierre & Luc Dardenne           | België Frankrijk Italië                                                        |          |
| 2015                                     |                                      |                                                                                |          |
| Relatos salvajes                         | Damián Szifron                       | Argentinië Spanje                                                              |          |
| The Assassin                             | Hou Hsiao-hsien                      | Taiwan China Hongkong                                                          |          |
| Turist                                   | Ruben Östlund                        | Zweden                                                                         |          |
| Theeb                                    | Naji Abu Nowar                       | Jordanië Verenigd Koninkrijk                                                   |          |
| Timbuktu                                 | Abderrahmane Sissako                 | Frankrijk Mauritanië                                                           |          |
| 2016                                     |                                      |                                                                                |          |
| Saul fia                                 | László Nemes                         | Hongarije                                                                      |          |
| Dheepan                                  | Jacques Audiard                      | Frankrijk                                                                      |          |
| Julieta                                  | Pedro Almodóvar                      | Spanje                                                                         |          |
| Mustang                                  | Deniz Gamze Ergüven                  | Frankrijk Turkije Duitsland                                                    |          |
| Toni Erdmann                             | Maren Ade                            | Duitsland Oostenrijk                                                           |          |
| 2017                                     |                                      |                                                                                |          |
| Agasshi                                  | Park Chan-wook                       | Zuid-Korea                                                                     |          |
| Elle                                     | Paul Verhoeven                       | Frankrijk                                                                      |          |
| First They Killed My Father              | Angelina Jolie                       | Cambodja                                                                       |          |
| Nelyubov                                 | Andrej Zvjagintsev                   | Rusland                                                                        |          |
| Forushande                               | Asghar Farhadi                       | Iran                                                                           |          |
| 2018                                     |                                      |                                                                                |          |
| Roma                                     | Alfonso Cuarón                       | Mexico                                                                         |          |
| Capernaum                                | Nadine Labaki                        | Libanon                                                                        |          |
| Cold War                                 | Paweł Pawlikowski                    | Polen                                                                          |          |
| Dogman                                   | Matteo Garrone                       | Italië                                                                         |          |
| Shoplifters                              | Hirokazu Kore-Eda                    | Japan                                                                          |          |
| 2019                                     |                                      |                                                                                |          |
| Parasite                                 | Bong Joon-ho                         | Zuid-Korea                                                                     |          |
| Dolor y gloria                           | Pedro Almodóvar                      | Spanje                                                                         |          |
| The Farewell                             | Lulu Wang                            | Verenigde Staten                                                               |          |
| For Sama                                 | Waad Al-Kateab en Edward Watts       | Verenigd Koninkrijk Verenigde Staten                                           |          |
| Portrait de la jeune fille en feu        | Céline Sciamma                       | Frankrijk                                                                      |          |

### Beste regisseur
| Jaar | Winnaar                     | Film                                              |
| ---- | --------------------------- | ------------------------------------------------- |
| 1968 | Mike Nichols                | The Graduate                                      |
| 1969 | John Schlesinger            | Midnight Cowboy                                   |
| 1970 | George Roy Hill             | Butch Cassidy and the Sundance Kid                |
| 1971 | John Schlesinger            | Sunday Bloody Sunday                              |
| 1972 | Bob Fosse                   | Cabaret                                           |
| 1974 | Roman Polański              | Chinatown                                         |
| 1975 | Stanley Kubrick             | Barry Lyndon                                      |
| 1976 | Miloš Forman                | One Flew Over the Cuckoo's Nest                   |
| 1977 | Woody Allen                 | Annie Hall                                        |
| 1978 | Alan Parker                 | Midnight Express                                  |
| 1979 | Francis Ford Coppola        | Apocalypse Now                                    |
| 1980 | Akira Kurosawa              | Kagemusha                                         |
| 1981 | Louis Malle                 | Atlantic City                                     |
| 1982 | Richard Attenborough        | Gandhi                                            |
| 1983 | Bill Forsyth                | Local Hero                                        |
| 1984 | Wim Wenders                 | Paris, Texas                                      |
| 1985 | –                           | –                                                 |
| 1986 | Woody Allen                 | Hannah and Her Sisters                            |
| 1987 | Oliver Stone                | Platoon                                           |
| 1988 | Louis Malle                 | Au revoir les enfants                             |
| 1989 | Kenneth Branagh             | Henry V                                           |
| 1990 | Martin Scorsese             | Goodfellas                                        |
| 1991 | Alan Parker                 | The Commitments                                   |
| 1992 | Robert Altman               | The Player                                        |
| 1993 | Steven Spielberg            | Schindler's List                                  |
| 1994 | Mike Newell                 | Four Weddings and a Funeral                       |
| 1995 | Michael Radford             | Il postino                                        |
| 1996 | Joel Coen                   | Fargo                                             |
| 1997 | Baz Luhrmann                | Romeo + Juliet                                    |
| 1998 | Peter Weir                  | The Truman Show                                   |
| 1999 | Pedro Almodóvar             | Todo sobre mi madre                               |
| 2000 | Ang Lee                     | Crouching Tiger, Hidden Dragon                    |
| 2001 | Peter Jackson               | The Lord of the Rings: The Fellowship of the Ring |
| 2002 | Roman Polański              | The Pianist                                       |
| 2003 | Peter Weir                  | Master and Commander: The Far Side of the World   |
| 2004 | Mike Leigh                  | Vera Drake                                        |
| 2005 | Ang Lee                     | Brokeback Mountain                                |
| 2006 | Paul Greengrass             | United 93                                         |
| 2007 | Joel en Ethan Coen          | No Country for Old Men                            |
| 2008 | Danny Boyle                 | Slumdog Millionaire                               |
| 2009 | Kathryn Bigelow             | The Hurt Locker                                   |
| 2010 | David Fincher               | The Social Network                                |
| 2011 | Michel Hazanavicius         | The Artist                                        |
| 2012 | Ben Affleck                 | Argo                                              |
| 2013 | Alfonso Cuarón              | Gravity                                           |
| 2014 | Richard Linklater           | Boyhood                                           |
| 2015 | Alejandro González Iñárritu | The Revenant                                      |
| 2016 | Damien Chazelle             | La La Land                                        |
| 2017 | Guillermo del Toro          | The Shape of Water                                |
| 2018 | Alfonso Cuarón              | Roma                                              |
| 2019 | Sam Mendes                  | 1917                                              |

### Beste acteur in een hoofdrol
| Jaar                              | Winnaar                     | Film                                                                             |
| Britse winnaars (1952–1967)       | Britse winnaars (1952–1967) | Britse winnaars (1952–1967)                                                      |
| --------------------------------- | --------------------------- | -------------------------------------------------------------------------------- |
| 1952                              | Ralph Richardson            | The Sound Barrier                                                                |
| 1953                              | John Gielgud                | Julius Caesar                                                                    |
| 1954                              | Kenneth More                | Doctor in the House                                                              |
| 1955                              | Laurence Olivier            | Richard III                                                                      |
| 1956                              | Peter Finch                 | A Town Like Alice                                                                |
| 1957                              | Alec Guinness               | The Bridge on the River Kwai                                                     |
| 1958                              | Trevor Howard               | The Key                                                                          |
| 1959                              | Peter Sellers               | I'm All Right Jack                                                               |
| 1960                              | Peter Finch                 | The Trials of Oscar Wilde                                                        |
| 1961                              | Peter Finch                 | No Love for Johnnie                                                              |
| 1962                              | Peter O'Toole               | Lawrence of Arabia                                                               |
| 1963                              | Dirk Bogarde                | The Servant                                                                      |
| 1964                              | Richard Attenborough        | Guns at Batasi, Seance on a Wet Afternoon                                        |
| 1965                              | Dirk Bogarde                | Darling                                                                          |
| 1966                              | Richard Burton              | The Spy Who Came in from the Cold                                                |
| 1967                              | Paul Scofield               | A Man for All Seasons                                                            |
| Buitenlandse winnaars (1952–1967) |                             |                                                                                  |
| 1952                              | Marlon Brando               | Viva Zapata!                                                                     |
| 1953                              | Marlon Brando               | Julius Caesar                                                                    |
| 1954                              | Marlon Brando               | On the Waterfront                                                                |
| 1955                              | Ernest Borgnine             | Marty                                                                            |
| 1956                              | François Périer             | Gervaise                                                                         |
| 1957                              | Henry Fonda                 | 12 Angry Men                                                                     |
| 1958                              | Sidney Poitier              | The Defiant Ones                                                                 |
| 1959                              | Jack Lemmon                 | Some Like It Hot                                                                 |
| 1960                              | Jack Lemmon                 | The Apartment                                                                    |
| 1961                              | Paul Newman                 | The Hustler                                                                      |
| 1962                              | Burt Lancaster              | Birdman of Alcatraz                                                              |
| 1963                              | Marcello Mastroianni        | Divorzio all'italiana                                                            |
| 1964                              | Marcello Mastroianni        | Ieri, oggi, domani                                                               |
| 1965                              | Lee Marvin                  | The Killers, Cat Ballou                                                          |
| 1966                              | Rod Steiger                 | The Pawnbroker                                                                   |
| 1967                              | Rod Steiger                 | In the Heat of the Night                                                         |
| Wereldwijd (1968–heden)           |                             |                                                                                  |
| 1968                              | Spencer Tracy               | Guess Who's Coming to Dinner                                                     |
| 1969                              | Dustin Hoffman              | Midnight Cowboy; John and Mary                                                   |
| 1970                              | Robert Redford              | Butch Cassidy and the Sundance Kid; Tell Them Willie Boy Is Here; Downhill Racer |
| 1971                              | Peter Finch                 | Sunday Bloody Sunday                                                             |
| 1972                              | Gene Hackman                | The French Connection; The Poseidon Adventure                                    |
| 1973                              | Walter Matthau              | Pete 'n' Tillie; Charley Varrick                                                 |
| 1974                              | Jack Nicholson              | Chinatown; The Last Detail                                                       |
| 1975                              | Al Pacino                   | The Godfather Part II; Dog Day Afternoon                                         |
| 1976                              | Jack Nicholson              | One Flew Over the Cuckoo's Nest                                                  |
| 1977                              | Peter Finch                 | Network                                                                          |
| 1978                              | Richard Dreyfuss            | The Goodbye Girl                                                                 |
| 1979                              | Jack Lemmon                 | The China Syndrome                                                               |
| 1980                              | John Hurt                   | The Elephant Man                                                                 |
| 1981                              | Burt Lancaster              | Atlantic City                                                                    |
| 1982                              | Ben Kingsley                | Gandhi                                                                           |
| 1983                              | Michael Caine               | Educating Rita                                                                   |
| 1983                              | Dustin Hoffman              | Tootsie                                                                          |
| 1984                              | Haing S. Ngor               | The Killing Fields                                                               |
| 1985                              | William Hurt                | Kiss of the Spider Woman                                                         |
| 1986                              | Bob Hoskins                 | Mona Lisa                                                                        |
| 1987                              | Sean Connery                | The Name of the Rose                                                             |
| 1988                              | John Cleese                 | A Fish Called Wanda                                                              |
| 1989                              | Daniel Day-Lewis            | My Left Foot                                                                     |
| 1990                              | Philippe Noiret             | Nuovo cinema Paradiso                                                            |
| 1991                              | Anthony Hopkins             | The Silence of the Lambs                                                         |
| 1992                              | Robert Downey jr.           | Chaplin                                                                          |
| 1993                              | Anthony Hopkins             | Shadowlands                                                                      |
| 1994                              | Hugh Grant                  | Four Weddings and a Funeral                                                      |
| 1995                              | Nigel Hawthorne             | The Madness of King George                                                       |
| 1996                              | Geoffrey Rush               | Shine                                                                            |
| 1997                              | Robert Carlyle              | The Full Monty                                                                   |
| 1998                              | Roberto Benigni             | La vita è bella                                                                  |
| 1999                              | Kevin Spacey                | American Beauty                                                                  |
| 2000                              | Jamie Bell                  | Billy Elliot                                                                     |
| 2001                              | Russell Crowe               | A Beautiful Mind                                                                 |
| 2002                              | Daniel Day-Lewis            | Gangs of New York                                                                |
| 2003                              | Bill Murray                 | Lost in Translation                                                              |
| 2004                              | Jamie Foxx                  | Ray                                                                              |
| 2005                              | Philip Seymour Hoffman      | Capote                                                                           |
| 2006                              | Forest Whitaker             | The Last King of Scotland                                                        |
| 2007                              | Daniel Day-Lewis            | There Will Be Blood                                                              |
| 2008                              | Mickey Rourke               | The Wrestler                                                                     |
| 2009                              | Colin Firth                 | A Single Man                                                                     |
| 2010                              | Colin Firth                 | The King's Speech                                                                |
| 2011                              | Jean Dujardin               | The Artist                                                                       |
| 2012                              | Daniel Day-Lewis            | Lincoln                                                                          |
| 2013                              | Chiwetel Ejiofor            | 12 Years a Slave                                                                 |
| 2014                              | Eddie Redmayne              | The Theory of Everything                                                         |
| 2015                              | Leonardo DiCaprio           | The Revenant                                                                     |
| 2016                              | Casey Affleck               | Manchester by the Sea                                                            |
| 2017                              | Gary Oldman                 | Darkest Hour                                                                     |
| 2018                              | Rami Malek                  | Bohemian Rhapsody                                                                |
| 2019                              | Joaquin Phoenix             | Joker                                                                            |

### Beste actrice in een hoofdrol
| Jaar                              | Winnaar                     | Film                                                             |
| Britse winnaars (1952–1967)       | Britse winnaars (1952–1967) | Britse winnaars (1952–1967)                                      |
| --------------------------------- | --------------------------- | ---------------------------------------------------------------- |
| 1952                              | Vivien Leigh                | A Streetcar Named Desire                                         |
| 1953                              | Audrey Hepburn              | Roman Holiday                                                    |
| 1954                              | Yvonne Mitchell             | The Divided Heart                                                |
| 1955                              | Katie Johnson               | The Ladykillers                                                  |
| 1956                              | Virginia McKenna            | A Town Like Alice                                                |
| 1957                              | Heather Sears               | The Story of Esther Costello                                     |
| 1958                              | Irene Worth                 | Orders to Kill                                                   |
| 1959                              | Audrey Hepburn              | The Nun's Story                                                  |
| 1960                              | Rachel Roberts              | Saturday Night and Sunday Morning                                |
| 1961                              | Dora Bryan                  | A Taste of Honey                                                 |
| 1962                              | Leslie Caron                | The L-Shaped Room                                                |
| 1963                              | Rachel Roberts              | This Sporting Life                                               |
| 1964                              | Audrey Hepburn              | Charade                                                          |
| 1965                              | Julie Christie              | Darling                                                          |
| 1966                              | Elizabeth Taylor            | Who's Afraid of Virginia Woolf?                                  |
| 1967                              | Edith Evans                 | The Whisperers                                                   |
| Buitenlandse winnaars (1952–1967) |                             |                                                                  |
| 1952                              | Simone Signoret             | Casque d'Or                                                      |
| 1953                              | Leslie Caron                | Lili                                                             |
| 1954                              | Cornell Borchers            | The Divided Heart                                                |
| 1955                              | Betsy Blair                 | Marty                                                            |
| 1956                              | Anna Magnani                | The Rose Tattoo                                                  |
| 1957                              | Simone Signoret             | The Witches of Salem                                             |
| 1958                              | Simone Signoret             | Room at the Top                                                  |
| 1959                              | Shirley MacLaine            | Ask Any Girl                                                     |
| 1960                              | Shirley MacLaine            | The Apartment                                                    |
| 1961                              | Sophia Loren                | La ciociara                                                      |
| 1962                              | Anne Bancroft               | The Miracle Worker                                               |
| 1963                              | Patricia Neal               | Hud                                                              |
| 1964                              | Anne Bancroft               | The Pumpkin Eater                                                |
| 1965                              | Patricia Neal               | In Harm's Way                                                    |
| 1966                              | Jeanne Moreau               | The Sleeping Car Murders                                         |
| 1967                              | Anouk Aimée                 | Un homme et une femme                                            |
| Wereldwijd (1968–heden)           |                             |                                                                  |
| 1968                              | Katharine Hepburn           | The Lion in Winter; Guess Who's Coming to Dinner                 |
| 1969                              | Maggie Smith                | The Prime of Miss Jean Brodie                                    |
| 1970                              | Katharine Ross              | Tell Them Willie Boy Is Here; Butch Cassidy and the Sundance Kid |
| 1971                              | Glenda Jackson              | Sunday Bloody Sunday                                             |
| 1972                              | Liza Minnelli               | Cabaret                                                          |
| 1973                              | Stéphane Audran             | Le Charme discret de la bourgeoisie; Juste avant la nuit         |
| 1974                              | Joanne Woodward             | Summer Wishes, Winter Dreams                                     |
| 1975                              | Ellen Burstyn               | Alice Doesn't Live Here Anymore                                  |
| 1976                              | Louise Fletcher             | One Flew Over the Cuckoo's Nest                                  |
| 1977                              | Diane Keaton                | Annie Hall                                                       |
| 1978                              | Jane Fonda                  | Julia                                                            |
| 1979                              | Jane Fonda                  | The China Syndrome                                               |
| 1980                              | Judy Davis                  | My Brilliant Career                                              |
| 1981                              | Meryl Streep                | The French Lieutenant's Woman                                    |
| 1982                              | Katharine Hepburn           | On Golden Pond                                                   |
| 1983                              | Julie Walters               | Educating Rita                                                   |
| 1984                              | Maggie Smith                | A Private Function                                               |
| 1985                              | Peggy Ashcroft              | A Passage to India                                               |
| 1986                              | Maggie Smith                | A Room with a View                                               |
| 1987                              | Anne Bancroft               | 84 Charing Cross Road                                            |
| 1988                              | Maggie Smith                | The Lonely Passion of Judith Hearne                              |
| 1989                              | Pauline Collins             | Shirley Valentine                                                |
| 1990                              | Jessica Tandy               | Driving Miss Daisy                                               |
| 1991                              | Jodie Foster                | The Silence of the Lambs                                         |
| 1992                              | Emma Thompson               | Howards End                                                      |
| 1993                              | Holly Hunter                | The Piano                                                        |
| 1994                              | Susan Sarandon              | The Client                                                       |
| 1995                              | Emma Thompson               | Sense and Sensibility                                            |
| 1996                              | Brenda Blethyn              | Secrets & Lies                                                   |
| 1997                              | Judi Dench                  | Mrs. Brown                                                       |
| 1998                              | Cate Blanchett              | Elizabeth                                                        |
| 1999                              | Annette Bening              | American Beauty                                                  |
| 2000                              | Julia Roberts               | Erin Brockovich                                                  |
| 2001                              | Judi Dench                  | Iris                                                             |
| 2002                              | Nicole Kidman               | The Hours                                                        |
| 2003                              | Scarlett Johansson          | Lost in Translation                                              |
| 2004                              | Imelda Staunton             | Vera Drake                                                       |
| 2005                              | Reese Witherspoon           | Walk the Line                                                    |
| 2006                              | Helen Mirren                | The Queen                                                        |
| 2007                              | Marion Cotillard            | La Vie en Rose                                                   |
| 2008                              | Kate Winslet                | The Reader                                                       |
| 2009                              | Carey Mulligan              | An Education                                                     |
| 2010                              | Natalie Portman             | Black Swan                                                       |
| 2011                              | Meryl Streep                | The Iron Lady                                                    |
| 2012                              | Emmanuelle Riva             | Amour                                                            |
| 2013                              | Cate Blanchett              | Blue Jasmine                                                     |
| 2014                              | Julianne Moore              | Still Alice                                                      |
| 2015                              | Brie Larson                 | Room                                                             |
| 2016                              | Emma Stone                  | La La Land                                                       |
| 2017                              | Frances McDormand           | Three Billboards Outside Ebbing, Missouri                        |
| 2018                              | Olivia Colman               | The Favourite                                                    |
| 2019                              | Renée Zellweger             | Judy                                                             |

### Beste acteur in een bijrol
| Jaar | Winnaar             | Film                                      |
| ---- | ------------------- | ----------------------------------------- |
| 1968 | Ian Holm            | The Bofors Gun                            |
| 1969 | Laurence Olivier    | Oh! What a Lovely War                     |
| 1970 | Colin Welland       | Kes                                       |
| 1971 | Edward Fox          | The Go-Between                            |
| 1972 | Ben Johnson         | The Last Picture Show                     |
| 1973 | Arthur Lowe         | O Lucky Man!                              |
| 1974 | John Gielgud        | Murder on the Orient Express              |
| 1975 | Fred Astaire        | The Towering Inferno                      |
| 1976 | Brad Dourif         | One Flew Over the Cuckoo's Nest           |
| 1977 | Edward Fox          | A Bridge Too Far                          |
| 1978 | John Hurt           | Midnight Express                          |
| 1979 | Robert Duvall       | Apocalypse Now                            |
| 1980 | –                   | –                                         |
| 1981 | Ian Holm            | Chariots of Fire                          |
| 1982 | Jack Nicholson      | Reds                                      |
| 1983 | Denholm Elliott     | Trading Places                            |
| 1984 | Denholm Elliott     | A Private Function                        |
| 1985 | Denholm Elliott     | Defence of the Realm                      |
| 1986 | Ray McAnally        | The Mission                               |
| 1987 | Daniel Auteuil      | Jean de Florette                          |
| 1988 | Michael Palin       | A Fish Called Wanda                       |
| 1989 | Ray McAnally        | My Left Foot                              |
| 1990 | Salvatore Cascio    | Nuovo cinema Paradiso                     |
| 1991 | Alan Rickman        | Robin Hood: Prince of Thieves             |
| 1992 | Gene Hackman        | Unforgiven                                |
| 1993 | Ralph Fiennes       | Schindler's List                          |
| 1994 | Samuel L. Jackson   | Pulp Fiction                              |
| 1995 | Tim Roth            | Rob Roy                                   |
| 1996 | Paul Scofield       | The Crucible                              |
| 1997 | Tom Wilkinson       | The Full Monty                            |
| 1998 | Geoffrey Rush       | Elizabeth                                 |
| 1999 | Jude Law            | The Talented Mr. Ripley                   |
| 2000 | Benicio del Toro    | Traffic                                   |
| 2001 | Jim Broadbent       | Moulin Rouge!                             |
| 2002 | Christopher Walken  | Catch Me If You Can                       |
| 2003 | Bill Nighy          | Love Actually                             |
| 2004 | Clive Owen          | Closer                                    |
| 2005 | Jake Gyllenhaal     | Brokeback Mountain                        |
| 2006 | Alan Arkin          | Little Miss Sunshine                      |
| 2007 | Javier Bardem       | No Country for Old Men                    |
| 2008 | Heath Ledger        | The Dark Knight                           |
| 2009 | Christoph Waltz     | Inglourious Basterds                      |
| 2010 | Geoffrey Rush       | The King's Speech                         |
| 2011 | Christopher Plummer | Beginners                                 |
| 2012 | Christoph Waltz     | Django Unchained                          |
| 2013 | Barkhad Abdi        | Captain Phillips                          |
| 2014 | J.K. Simmons        | Whiplash                                  |
| 2015 | Mark Rylance        | Bridge of Spies                           |
| 2016 | Dev Patel           | Lion                                      |
| 2017 | Sam Rockwell        | Three Billboards Outside Ebbing, Missouri |
| 2018 | Mahershala Ali      | Green Book                                |
| 2019 | Brad Pitt           | Once Upon a Time in Hollywood             |

### Beste actrice in een bijrol
| Jaar | Winnaar              | Film                                            |
| ---- | -------------------- | ----------------------------------------------- |
| 1968 | Billie Whitelaw      | Charlie Bubbles; Twisted Nerve                  |
| 1969 | Celia Johnson        | The Prime of Miss Jean Brodie                   |
| 1970 | Susannah York        | They Shoot Horses, Don't They?                  |
| 1971 | Margaret Leighton    | The Go-Between                                  |
| 1972 | Cloris Leachman      | The Last Picture Show                           |
| 1973 | Valentina Cortese    | La Nuit américaine                              |
| 1974 | Ingrid Bergman       | Murder on the Orient Express                    |
| 1975 | Diane Ladd           | Alice Doesn't Live Here Anymore                 |
| 1976 | Jodie Foster         | Taxi Driver; Bugsy Malone                       |
| 1977 | Jenny Agutter        | Equus                                           |
| 1978 | Geraldine Page       | Interiors                                       |
| 1979 | Rachel Roberts       | Yanks                                           |
| 1980 | –                    | –                                               |
| 1981 | –                    | –                                               |
| 1982 | Rohini Hattangadi    | Gandhi                                          |
| 1982 | Maureen Stapleton    | Reds                                            |
| 1983 | Jamie Lee Curtis     | Trading Places                                  |
| 1984 | Liz Smith            | A Private Function                              |
| 1985 | Rosanna Arquette     | Desperately Seeking Susan                       |
| 1986 | Judi Dench           | A Room with a View                              |
| 1987 | Susan Wooldridge     | Hope and Glory                                  |
| 1988 | Olympia Dukakis      | Moonstruck                                      |
| 1989 | Michelle Pfeiffer    | Dangerous Liaisons                              |
| 1990 | Whoopi Goldberg      | Ghost                                           |
| 1991 | Kate Nelligan        | Frankie and Johnny                              |
| 1992 | Miranda Richardson   | Damage                                          |
| 1993 | Miriam Margolyes     | The Age of Innocence                            |
| 1994 | Kristin Scott Thomas | Four Weddings and a Funeral                     |
| 1995 | Kate Winslet         | Sense and Sensibility                           |
| 1996 | Juliette Binoche     | The English Patient                             |
| 1997 | Sigourney Weaver     | The Ice Storm                                   |
| 1998 | Judi Dench           | Shakespeare in Love                             |
| 1999 | Maggie Smith         | Tea with Mussolini                              |
| 2000 | Julie Walters        | Billy Elliot                                    |
| 2001 | Jennifer Connelly    | A Beautiful Mind                                |
| 2002 | Catherine Zeta-Jones | Chicago                                         |
| 2003 | Renée Zellweger      | Cold Mountain                                   |
| 2004 | Cate Blanchett       | The Aviator                                     |
| 2005 | Thandiwe Newton      | Crash                                           |
| 2006 | Jennifer Hudson      | Dreamgirls                                      |
| 2007 | Tilda Swinton        | Michael Clayton                                 |
| 2008 | Penélope Cruz        | Vicky Cristina Barcelona                        |
| 2009 | Mo'Nique             | Precious: Based on the Novel 'Push' by Sapphire |
| 2010 | Helena Bonham Carter | The King's Speech                               |
| 2011 | Octavia Spencer      | The Help                                        |
| 2012 | Anne Hathaway        | Les Misérables                                  |
| 2013 | Jennifer Lawrence    | American Hustle                                 |
| 2014 | Patricia Arquette    | Boyhood                                         |
| 2015 | Kate Winslet         | Steve Jobs                                      |
| 2016 | Viola Davis          | Fences                                          |
| 2017 | Allison Janney       | I, Tonya                                        |
| 2018 | Rachel Weisz         | The Favourite                                   |
| 2019 | Laura Dern           | Marriage Story                                  |